# Motorväg

Vägmärket för motorväg.

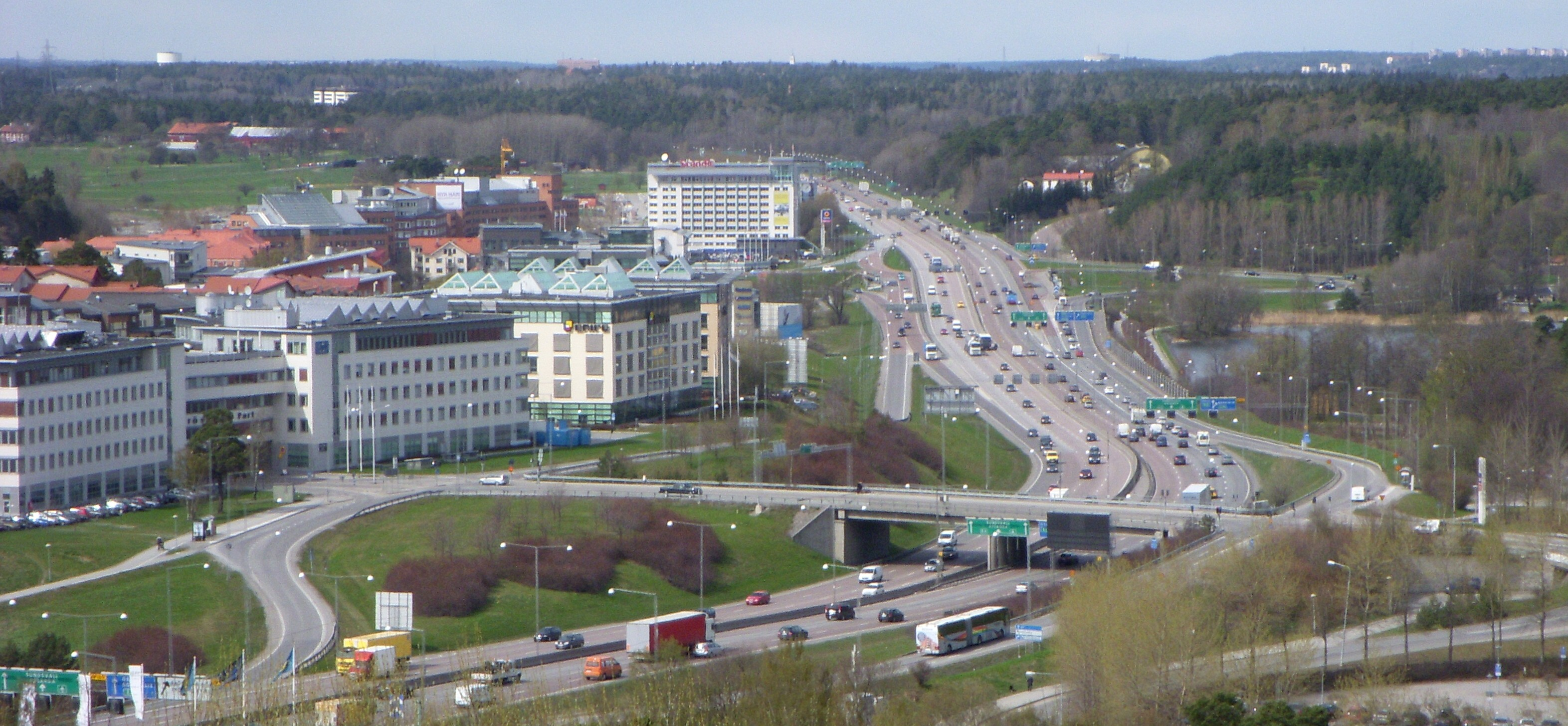
E4/Uppsalavägen norr om Stockholm, 2010.

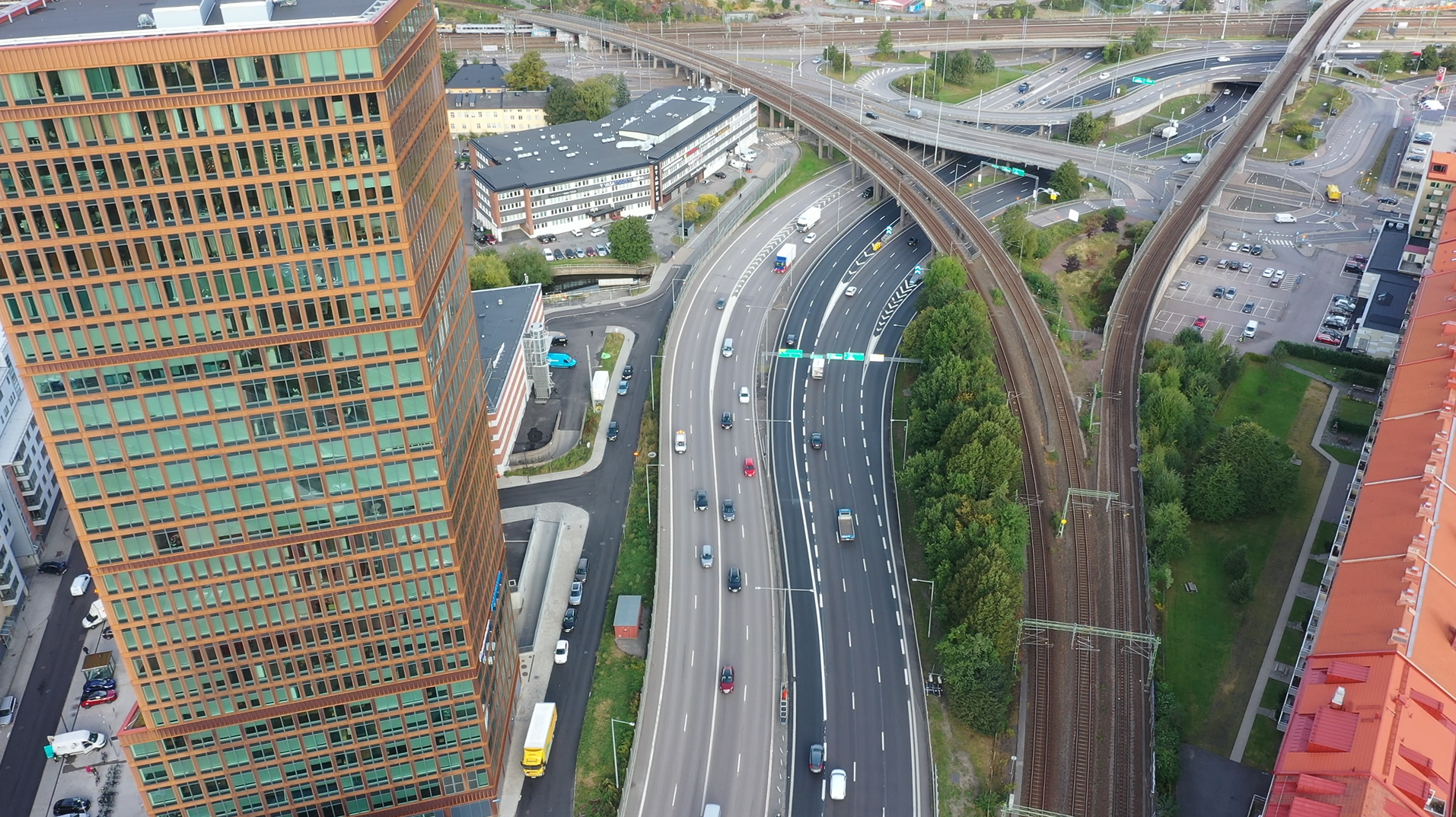
Vy över Olskroksmotet söderifrån i Göteborg. Här möts E6 (norrifrån) med E20 (österifrån) för att gemensamt fortsätta vidare söderut till Malmö.

En motorväg är en stor väg anpassad för trafik i hög hastighet. Motorvägen har en mittremsa som delar upp körbanan i två, en i vardera riktningen. Normalt har motorvägen minst två körfält i vardera riktningen, ibland fler.
Motorvägar har också planskilda korsningar och särskilda på- och avfarter, vilket gör att trafiken kan flyta utan att stoppas upp. Vägmärket för motorväg, som är standard över hela Europa om än med något varierande utformning, symboliserar detta med skilda körbanor och planskilda korsningar i form av en bro som går över vägen.
En motorväg som förs genom en stads bebyggda delar kallas ibland för stadsmotorväg. Det finns ingen juridisk definition av det begreppet, trafikreglerna för alla motorvägar är desamma. Exempel på stadsmotorvägar i Sverige är Essingeleden och Södra länken i Stockholm, motorvägarna genom Borås (riksväg 40) och Västerås (E18), samt Inre Ringvägen i Malmö.

## Särskilda regler för motorvägar

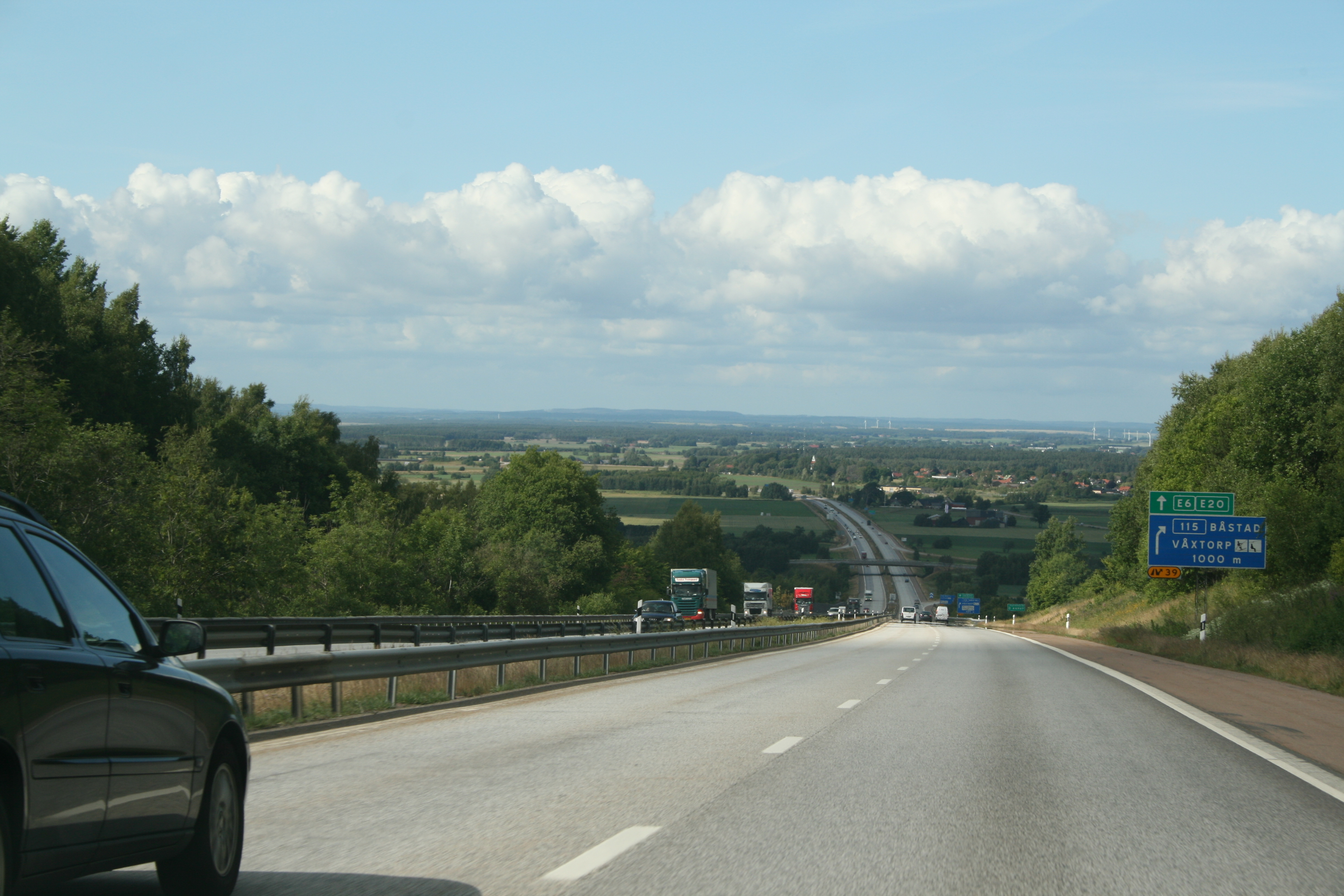
Motorväg E6/E20 på Hallandsåsen i nordlig riktning.

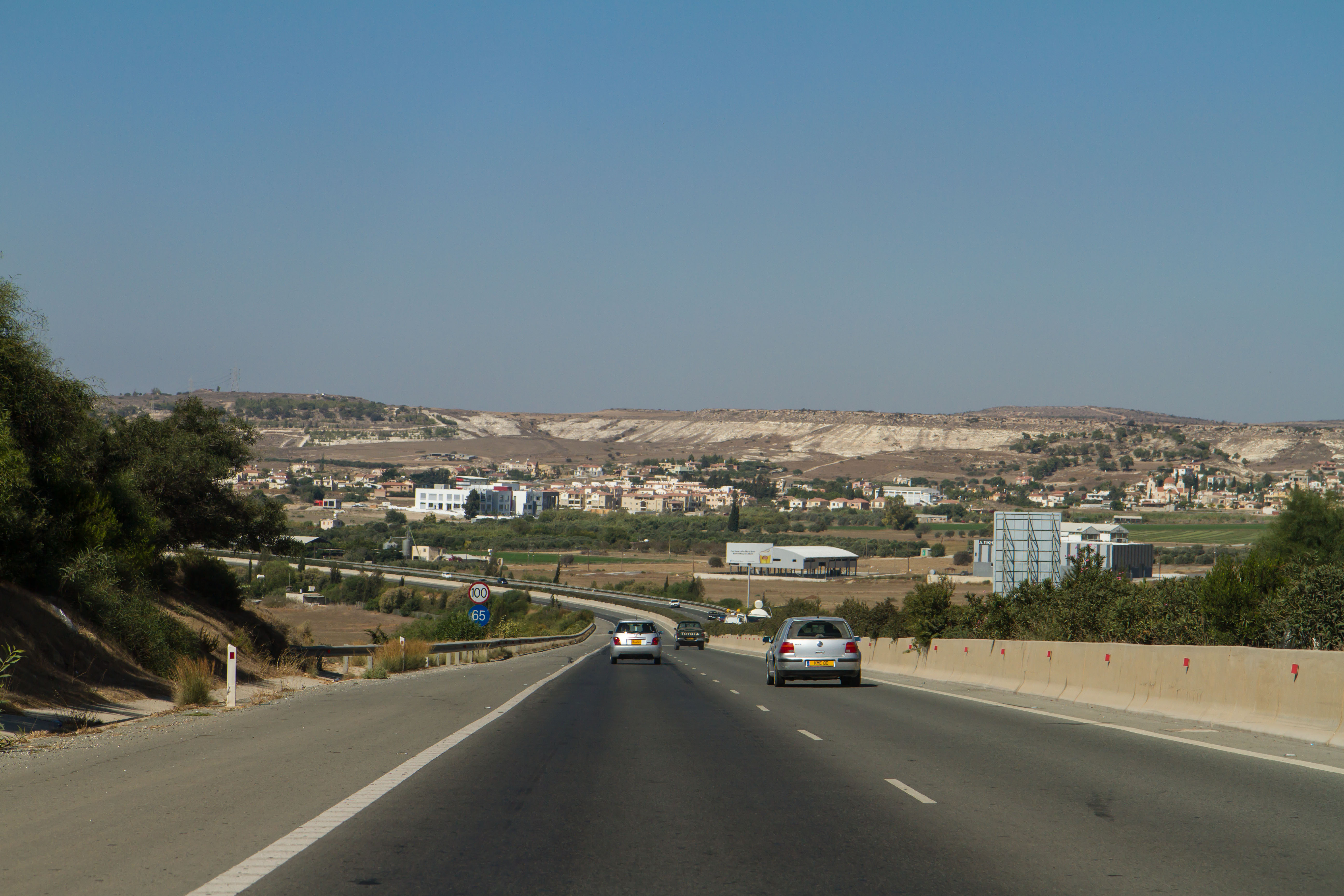
Motorväg vid Xylotymbou på Cypern

Dessa regler gäller i stort sett över hela Europa utom hastighetsbegränsningarna som varierar mellan 70 km/h och 140 km/h. Tyskland har, som enda land i Europa, som grundregel fri fart på sina motorvägar.
- endast motorfordon eller motorfordon med tillkopplat fordon som är konstruerade för och får framföras med en hastighet av minst 40 kilometer i timmen (dock ej moped klass I) får färdas på motorväg, det vill säga ej gående, cykel, moped eller traktor etc.
- fordon får föras in på en motorväg endast vid vägens början eller på en påfartsväg och föras av motorvägen endast på en avfartsväg eller vid dess slut
- fordon får inte föras på skiljeremsan eller på en tvärgående förbindelseväg mellan körbanorna
- fordon får inte vändas eller backas på motorväg
- fordon får inte stannas eller parkeras annat än på platser som utmärkts med ett vägmärke som parkerings- eller rastplats. Bussar i linjetrafik får dock stannas vid särskilt anordnade hållplatser
- fordon får i Sverige inte föras med högre hastighet än 120 km/h. Gällande hastighet på motorväg anges alltid på hastighetsskyltar ovanför motorvägsskylten. Vanligaste hastighetsgräns i Europa är dock 130 km/tim.
- fordon får bogseras bort vid fel, men måste då färdas på vägrenen och måste lämna motorvägen vid närmaste avfart

Ett undantag till reglerna ovan är Spanien som har en speciell vägtyp kallad Autovía med unik skylt, medan Autopista som oftast är betalmotorvägar har den normala skylten. Ett annat undantag har varit Norge som fram till början av 2006 officiellt har kallat sina motortrafikleder för "Motorveg klasse B", i dagligt tal "Motorveg", med missförstånd i kartor som följd. Se mer om det i Motorvägar i Norge.
Skylten för motorväg används i princip enbart i Europa. I andra världsdelar finns inget speciellt märke för motorväg, vilket gör att dessa länders vägar som uppfyller kravet för motorväg saknar speciell skyltning.

## Historia
Idag anses motorvägen vara en av historiens allra viktigaste uppfinningar. Inför nyår 2000 placerade tidningen Ny Teknik motorvägen på plats 29 på sin lista över århundradets viktigaste innovationer.

### Belgien
1937 var motorvägen mellan Oostende och Bryssel klar. Detta var den tredje europeiska motorvägssträckningen efter Tyskland och Italien.

### Italien

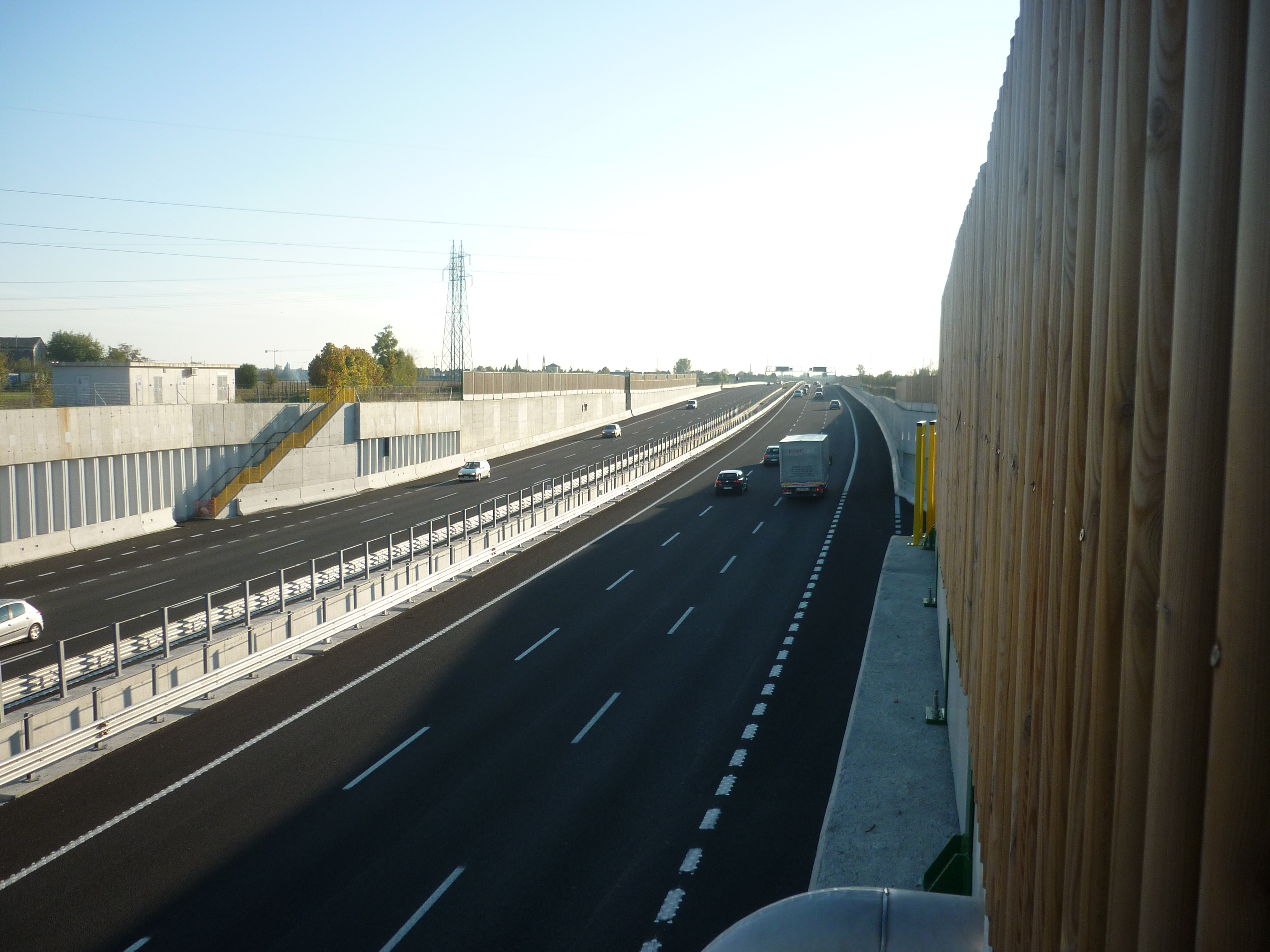
Motorvägen A4 i Italien Turin–Trieste.

Världens första offentliga motorväg (it: autostrada) byggdes i Italien mellan Milano och Varese (42 km) och invigningen skedde i Lainate (strax norr om Milano) den 21 september 1924. Motorvägen hade endast två körfält, ett i vardera riktningen, vilket räckte för den tidens trafikmängd. 1924 var 84 687 fordon registrerade i Italien av vilka 57 000 var personbilar, 25 000 lastbilar och 2 685 bussar. Ingenjör Piero Puricellis projekt kostade 90 miljoner lire och skulle finansieras med tullavgift som betalades vid infarter till motorvägen.
Motorvägsavgiften var 9 lire för motorcyklar, mellan 12 och 26 lire för personbilar (efter antal hästkrafter) och mellan 40 och 60 lire för bussar (efter längden). 20% rabatt fanns för tur- och returresa. 1926 hade 421 406 fordon trafikerat motorvägen. Ett år senare (28 juni 1925) invigdes en annan gren från Lainate till Como (24 km) för en kostnad av 54 miljoner Lire. Samma år byggdes även en tredje gren från Gallarate till Sesto Calende (11 km).
Motorvägen heter "Autostrada dei Laghi" (sjöarnas motorväg) eftersom den går från Milano till tre stora alpina sjöar: Lago Maggiore, Lago di Varese och Lago di Como (Comosjön). Den har beteckningen "A8" till Varese och A9 sträckan Lainate-Como som idag fortsätter över gränsen mot Schweiz med namnet "A2". Idag har motorvägen sex körfält förutom sträckan närmast Milano som har åtta körfält.
Ända till 1946 bar anställda uniform och hälsade med militärhälsning alla fordon vid in- och utfarter.
En stor del av dagens motorvägsnät i Italien planerades under 1950-talet och byggdes under 1960-talet.

### Sverige

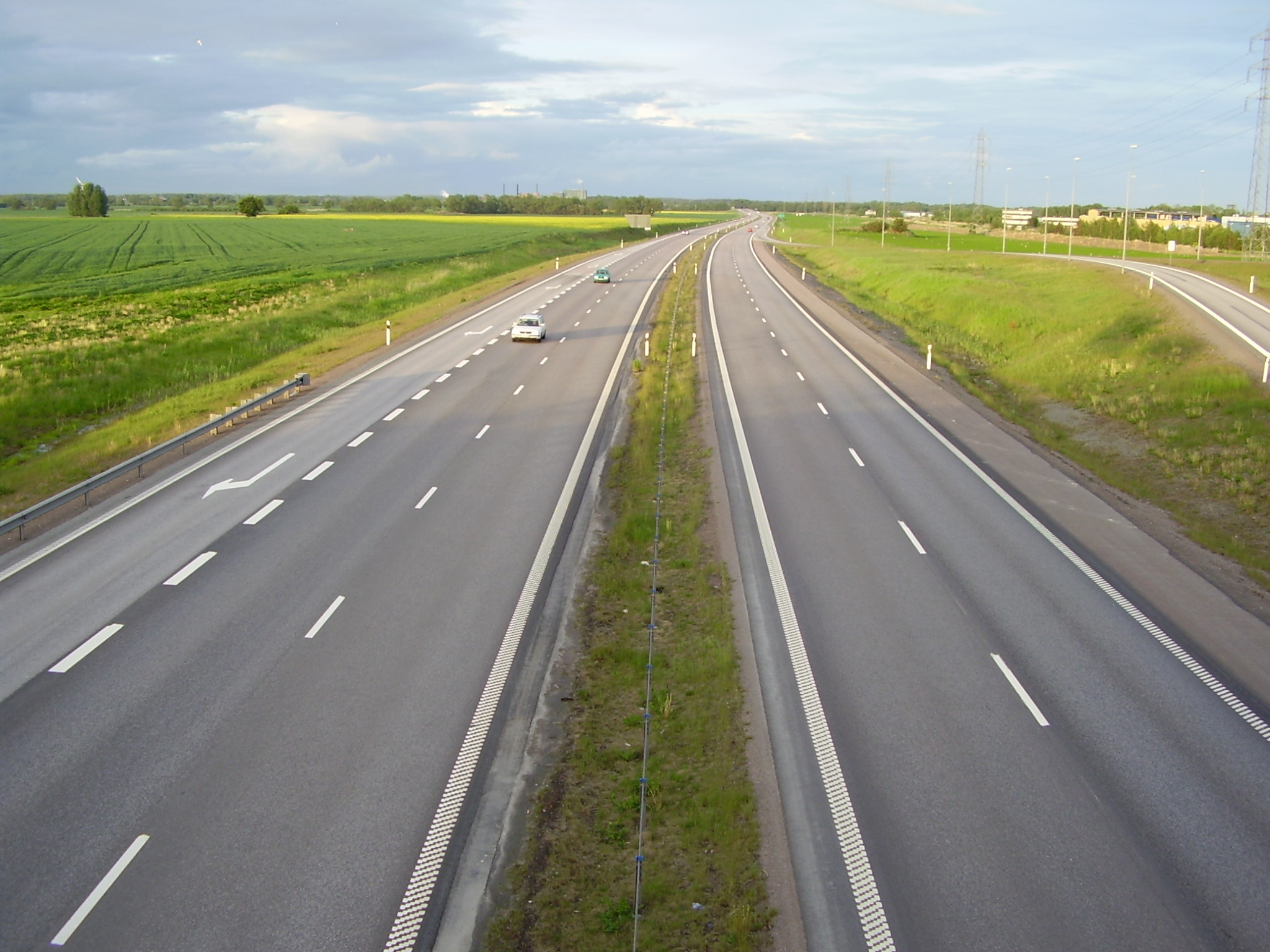
Motorvägen på E4 utanför Linköping

I jämförelse med främst Tyskland och Italien var Sverige sent ute med att införa motorvägar. Intresset vaknade först under slutet av 1940-talet. Den första väg som skulle likna en motorväg byggdes mellan Floda och Alingsås under 1940-talet, men den vägen uppfyllde inte motorvägsstandard fullt ut trots att den byggdes mötesfri, exempelvis byggdes inga planskilda korsningar. Den första riktiga motorvägen som anlades i Sverige var den som går mellan Malmö och Lund och öppnades 1953 av Prins Bertil. Den byggdes från början i betong enligt den princip som då var vanlig i Tyskland.
Under 1950- och 1960-talen byggdes främst kortare motorvägssnuttar i större svenska städer. Det fästes stor vikt vid hög standard på just dessa förbifarter vid städerna. Dessa var främst avsedda för resor till arbetet och längre sammanhängande motorvägar var det inte tal om ännu. Städerna i övrigt bands ännu ihop av vanliga landsvägar som ofta hade lägre standard. Denna tids ekonomiska anda avspeglar trafikplaneringen på så sätt att man planerade för en bred etablering av biltrafik i landet. Vägarna vid städerna var ofta starkt överdimensionerade medan fortsättningen ut i landet istället hade låg standard.
Under 1990-talet påbörjades en stor omstrukturering av det skånska motorvägsnätet. Byggandet av Öresundsbron påbörjades och den fick både en motorväg och en järnväg. Samtidigt tillkom Yttre Ringvägen utanför Malmö som sammanbinder Öresundsbron med de övriga motorvägarna. Då upphörde också färjetrafiken till Dragör. Yttre Ringvägen ersatte också Inre Ringvägen som förbindelselänk mellan de skånska motorvägarna. Öresundsbron sammanlänkade också de svenska motorvägarna med motorvägar i stora delar av övriga Europa, via Danmark. Under 1990-talet hade de danska motorvägarna länkats samman så att de anknöt med motorvägarna i Tyskland, genom södra Jylland.
I början på 1990-talet beslöts att E4 mellan Helsingborg och Gävle skulle vara motorväg och samma sak gällde även E6 mellan Malmö och Göteborg. Byggandet av nya motorvägar tog därför fart under denna tid. På E4 märktes detta då flera av de tidigare korta motorvägssnuttarna förlängdes i olika etapper så att de till slut mötte nästa motorväg, varpå de kopplades ihop och blev en längre sammanhängande motorvägsträcka.
Man beslöt vid samma tid att E18 från Segmon (vid nuvarande E45) och österut, E20 från Örebro och österut, samt E22 Malmö–Karlskrona skulle byggas som motorväg, dock på längre sikt. (Nästan) alla nybyggnationer på dessa sträckor har varit motorväg sedan dess, men en del återstår (2008).
E4 norr om Gävle har byggts blandat som motorväg, 2+2-väg och 2+1-väg. Med nuvarande byggtempo kommer nästan hela sträckan Gävle-Luleå vara mötesseparerad ca 2015, men ha motorväg bara vissa sträckor.
Sommaren 2015 invigdes den sista motorvägsdelen mellan Pålen och Tanumshede och således är E6 i Sverige motorväg ända från Trelleborg till Svinesund.
Det finns ett fåtal undantag i Sverige från regeln att påfarter ska ha accelerationsfält. Exempelvis har påfarten från Lundavägen i Malmö väjningsplikt och ingen egentlig accelerationssträcka vid påfart till Inre Ringleden.

### Tyskland
Det som ofta betraktas som världens allra första motorväg är AVUS i Berlin. AVUS var egentligen från början byggd som en racerbana men tankar fanns redan från början att den även skulle kunna användas för normal trafik. AVUS började planeras 1907 av Automobilclub von Deutschland (AvD) som en motorsportbana och som testbana för fordonsindustrin genom Grunewaldskogen. Byggandet av AVUS påbörjades 1913, men på grund av första världskriget försenades bygget och banan blev klar först 1921. Affärsmannen Hugo Stinnes finansierade byggnationens resterande del. AVUS byggdes enligt en princip som sedan skulle bli standard för motorvägar med separata körbanor som byggdes parallellt och mötesfritt. Skillnaden var dock att AVUS hade vändslingor i ändarna. Dessa användes enbart vid tävlingar. Efter några år byggdes AVUS ihop med övriga motorvägar i Berlin och fungerar än idag som en vanlig motorväg. Det är fortfarande en av Berlins viktigaste motorvägar. AVUS utgör idag en del av E51.
De första större motorvägsprojekten skedde i Italien under 1920-talet. I Tyskland skedde det under 1930-talet. Redan under Weimarrepubliken planerades ett antal motorvägsprojekt och vissa påbörjades, bland annat mellan Köln och Bonn. Det var dock i Nazityskland (efter att Adolf Hitler tagit makten) som de stora motorvägsprojekten satte igång och det var också då som det byggdes ut i större skala. Enligt planen skulle motorvägar binda samman alla större städer. Flera planer som fanns i Nazityskland kom aldrig att förverkligas. Bland annat planerades en motorväg från Berlin till Svarta havet som aldrig blev verklighet.

## Turism
Turister använder ofta motorvägarna flitigt.[källa behövs] Oftast används då motorvägarna mest för att de snabbt och smidigt ska kunna förflytta sig till de platser de tänker besöka. Det är dock sällsynt att själva motorvägen utgör en turistattraktion. Det finns trots detta vissa undantag. Ett sådant exempel är den tyska motorvägen AVUS i Berlin som ofta räknas som världens äldsta motorväg och som har en mycket speciell historia. Ett annat exempel på en motorväg som kan räknas som turistattraktion är Vätterleden som anses vara södra Sveriges vackraste väg,[källa behövs] och som går längs med Vättern med utsikt över sjön. Andra motorvägar som är turistattraktioner är vissa broar, som Öresundsbron, Stora Bältbron och Millaubron, vissa alpmotorvägar som Brennermotorvägen (Brenner Autobahn och L'Autostrada del Brennero) och den 32 km långa dammen Afsluitdijk i Nederländerna. Det förekommer att turister i Tyskland hyr snabba bilar för att köra snabbt på glest trafikerade motorvägar med fri fart.[källa behövs]

## Motorvägarnas utformning

### Broar

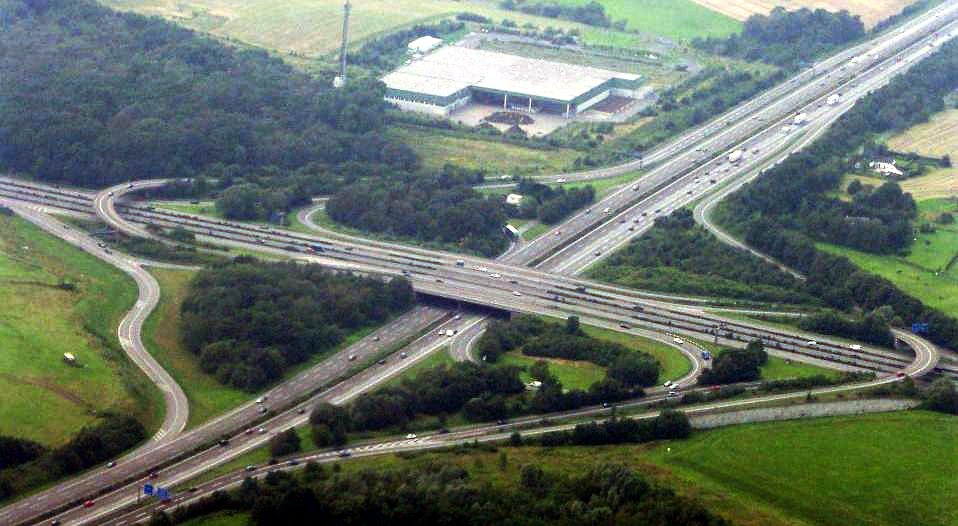
Två korsande motorvägar i Tyskland med av- och påfarter i en partiell fyrklöverkorsning

Motorvägar som har byggts i Sverige har olika byggstil beroende på vilken tid dessa är byggda. Kännetecken för detta är ofta exempelvis formgivningen på broarna som finns över motorvägarna; dessa har byggts i olika stil under olika perioder. De äldsta broarna är byggda i betong i en ganska tung och kraftig stil. Oftast har broarnas öppningar över vägen rundade hörn eller i vissa fall snedfasade hörn upptill. På motorvägen mellan Malmö och Lund finns flera broar av denna äldre typ. Denna byggstil dominerade under 1950-talet och fortsatte en bit in på 1960-talet. Vissa tankar om det estetiska fanns när dessa broar byggdes vilket framgår av att de oftast är inramade med stensättningar och att de rundade hörnen gav ett lite harmoniskt utseende.
Från den senare delen av 1960-talet och sedan under 1970-talet byggdes broarna med betydligt rakare former. De började byggas med runda pelare och broarna fick raka hörn. Broarna byggdes helt och hållet med tanke på funktion och några estetiska avsikter fanns inte med dessa. Exempel på broar av denna typ kan ses omkring Helsingborg.
Broar tillverkade under 1980-talet är i stort sett lika de som byggdes under 1970-talet men från slutet av 1980-talet och framåt byggdes broarna med lite smäckrare former. Under 1990-talet skulle nya broar vara estetiskt tilltalande. Broarna kunde dekoreras och många gånger kläddes de in med exempelvis tegel för att se vackrare ut. Broar av detta slag kan ses på nyare delar av E4 som till exempel en bit söder om Mjölby. Ibland har nya broar tillkommit på en del äldre motorvägar vilket kan få en äldre motorväg att se yngre ut än den egentligen är. Det kan också innebära att olika broar i helt olika stil kan finnas nära varandra på samma motorväg.
Ibland har det även funnits en bro med utrymme för två dubbla körbanor på var sin sida om mittpelare men där bara den ena använts eller där den vanliga landsvägens filer gått på var sin breda sida om mittpelarna. Ett exempel på detta är en bro av typiskt 50-talssnitt som finns över den relativt nya motorvägen strax väster om Norrköping på E4 vid Norsholm. Den nya motorvägen följer samma sträckning som den vanliga landsvägen på E4 hade tidigare och bron fanns där redan då. Den kan kännas igen på de övre rundade hörnen vid de båda fästena på sidorna och på de fyrkantiga mittpelarna.

### Av- och påfarter

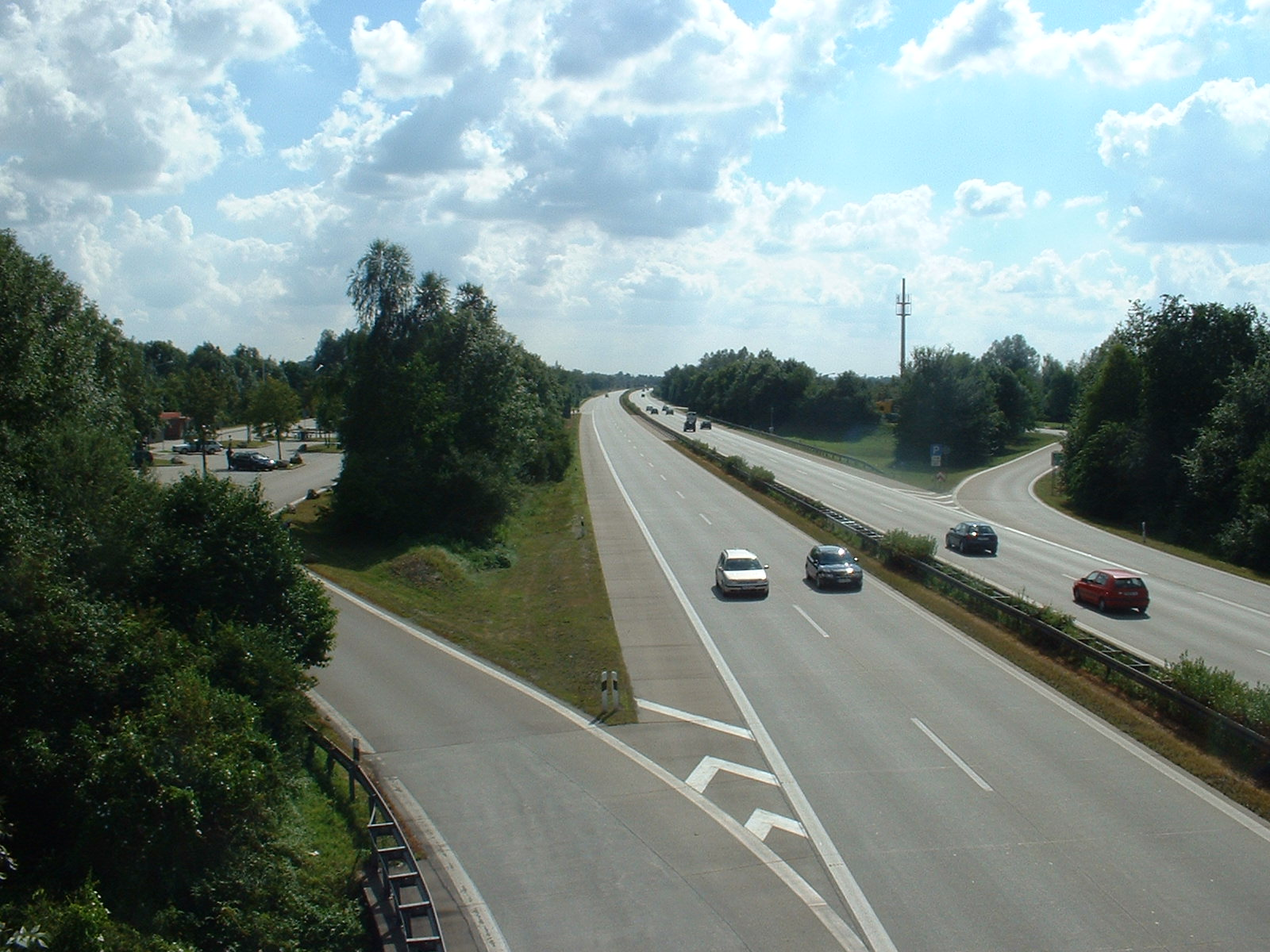
Påfart till en motorväg vid Moosburg.

Utifrån av- och påfarternas utformning går det ibland att avgöra vilken generation motorvägen tillhör. På en av de äldre motorvägssträckorna i Sverige, E4:an förbi Nyköping, finns det vid trafikplatsen där Riksväg 52 mot Örebro, Katrineholm och Skavsta viker av, av- och påfartssträckor som är kortare och snävare vanligt på senare byggda motorvägar i Sverige. Inte så helt olik gamla tyska motorvägsavfarter, även om den aktuella av- och påfarten blivit ombyggd så gott det går för att anpassas till dagens standarder och krav.
Vid vissa av- och påfarter är det två motorvägar som korsar varandra, en motorvägskorsning. I vissa länder skyltas den typen av trafikplatser med speciella skyltar, exempelvis Tyskland där de kallas för Autobahnkreuz. Vissa länder har även en enhetlig utformning av dessa korsningar, däribland Tyskland som ofta använder sig av en typ som kallas för fyrklöver. Att den kallas så beror på att den liknar en sådan sedd uppifrån.

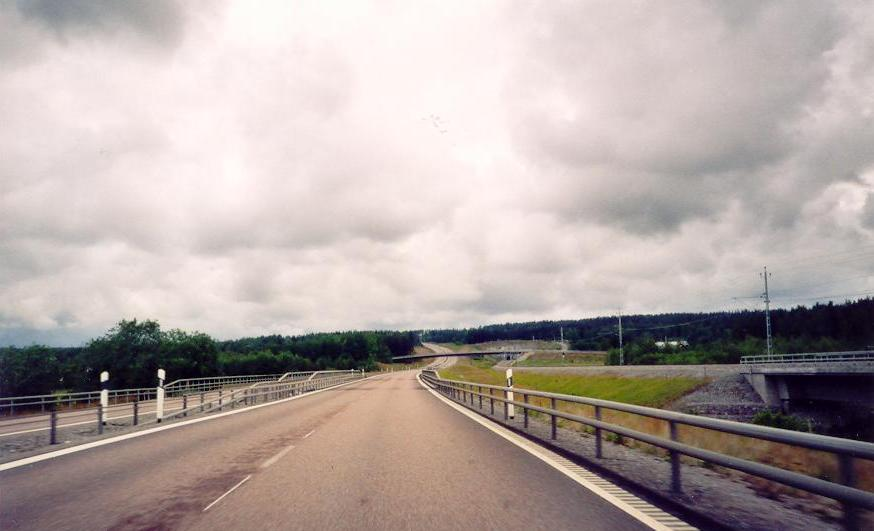
E4 Söderhamn-Enånger. Motortrafikleden från Söderhamn till Hudiksvall var förut skyltad motorväg fastän denna saknade både accelerationsfält och vägren.

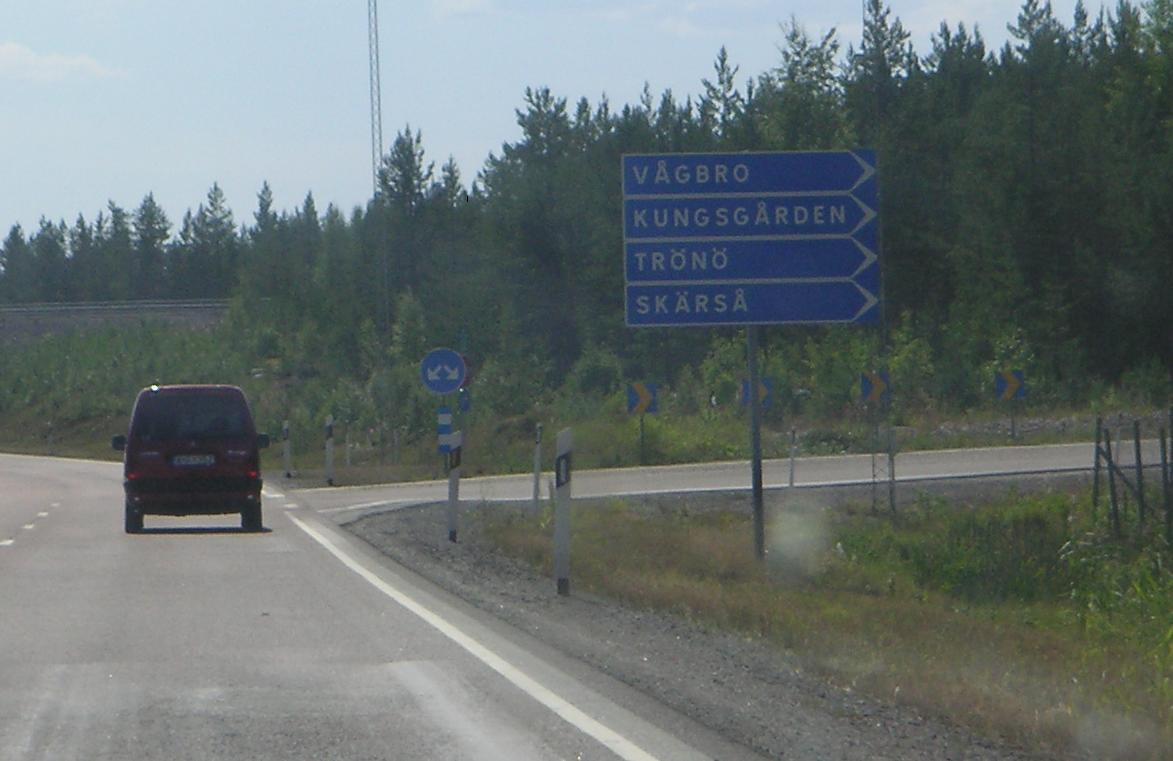
Avtagsramp på motortrafikleden mellan Enånger och Söderhamn. Avfarten saknar retardationsfält och skyltningen liknar mer en skyltning som brukar användas i vanliga korsningar.

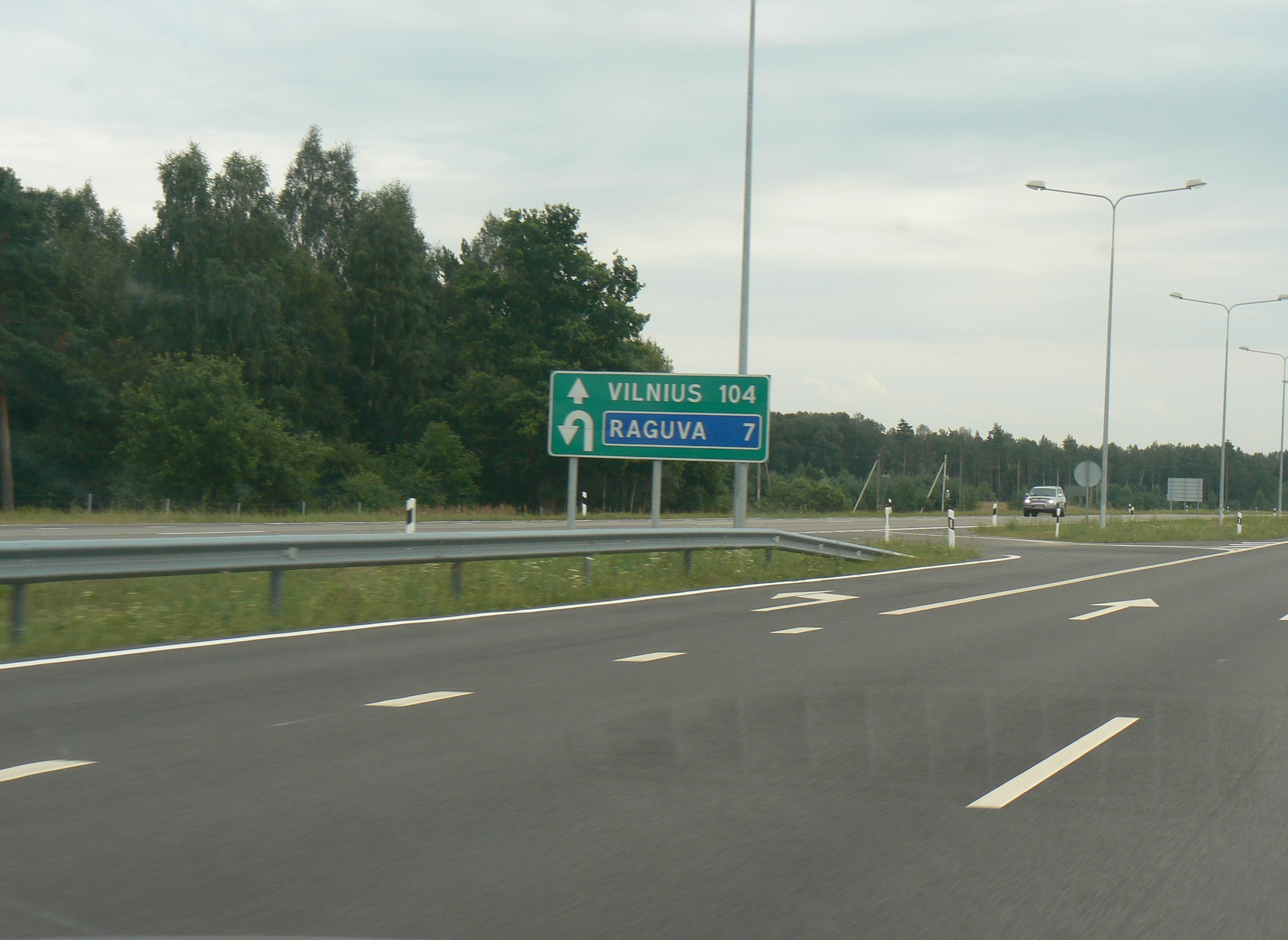
U-svängsfält på Litauens motorväg A2 (E 272)

Det förekommer, exempelvis på E4 Söderhamn–Enånger, att det saknas riktiga på- och avfartsvägar med accelerations- och retardationsfält. I stället har trafikplatserna svagt vinklade anslutningsramper med stopplikt. Därtill svänger "avfarterna" så tvärt från motorvägen att trafikanter kan behöva bromsa in ganska mycket redan innan de kommit av den. Litauens motorvägar har en del anslutningar av ungefär samma typ som de på Söderhamn–Enånger. På de litauiska motorvägarna finns det dessutom trafikplatser där man för att nå vissa destinationer anvisas att göra en u-sväng genom mittremsan via ett förberedande u-svängskörfält i körbanans vänsterkant.

### Passager för vilt
Ofta byggs också anordningar som förbättrar för djur i naturen kring motorvägen.[källa behövs] En motorväg kan till exempel blockera djurens normala vandringar. Därför byggs speciella passager för att de ska kunna passera. Sådana kan ses på till exempel Yttre ringvägen runt Malmö i form av en bro strax söder om trafikplats Kronetorp, E4 från Örkelljunga och gränsen mellan Skåne och Småland. Även strax norr om Stockholm mellan trafikplatserna Järva Krog och Sörentorp finns en ekodukt över E4 för att djur och människor skall kunna passera. Denna är byggd som en gångbro men med buskar på sidorna för att inte djuren ska skrämmas av trafikens ljus. Många djurpassager kan gå en obemärkt förbi. Som exempel kan en speciell tunnel för grodor och paddor vara ett vanligt dräneringsrör, men platsen är noga utvald så att det ska bli till mesta möjliga hjälp.

### Vägen som helhet
När tidiga motorvägar byggdes fick omgivningen ofta ge plats åt vägen. Tydliga exempel på detta är stadsmotorvägarna, som krävde att stora hus revs för att de skulle få plats. Utanför tätorter byggdes motorvägarna oftast ganska raka och på den genaste sträckningen. E22 mellan Malmö och Lund är ett exempel på detta, likaså E6/E20 mellan Malmö och Helsingborg. Nyare motorvägar är istället byggda för att smälta in i omgivningen. Broar byggs så diskret som möjligt. Vägen går i mjuka böjar, s.k. klotoider dels för att harmoniera med naturen, dels för att det är säkrare för trafikanterna (källa med data över olycksfrekvens med/utan klotoider behövs) då vägen på detta sätt blir mindre monoton.

### Mittbarriärer

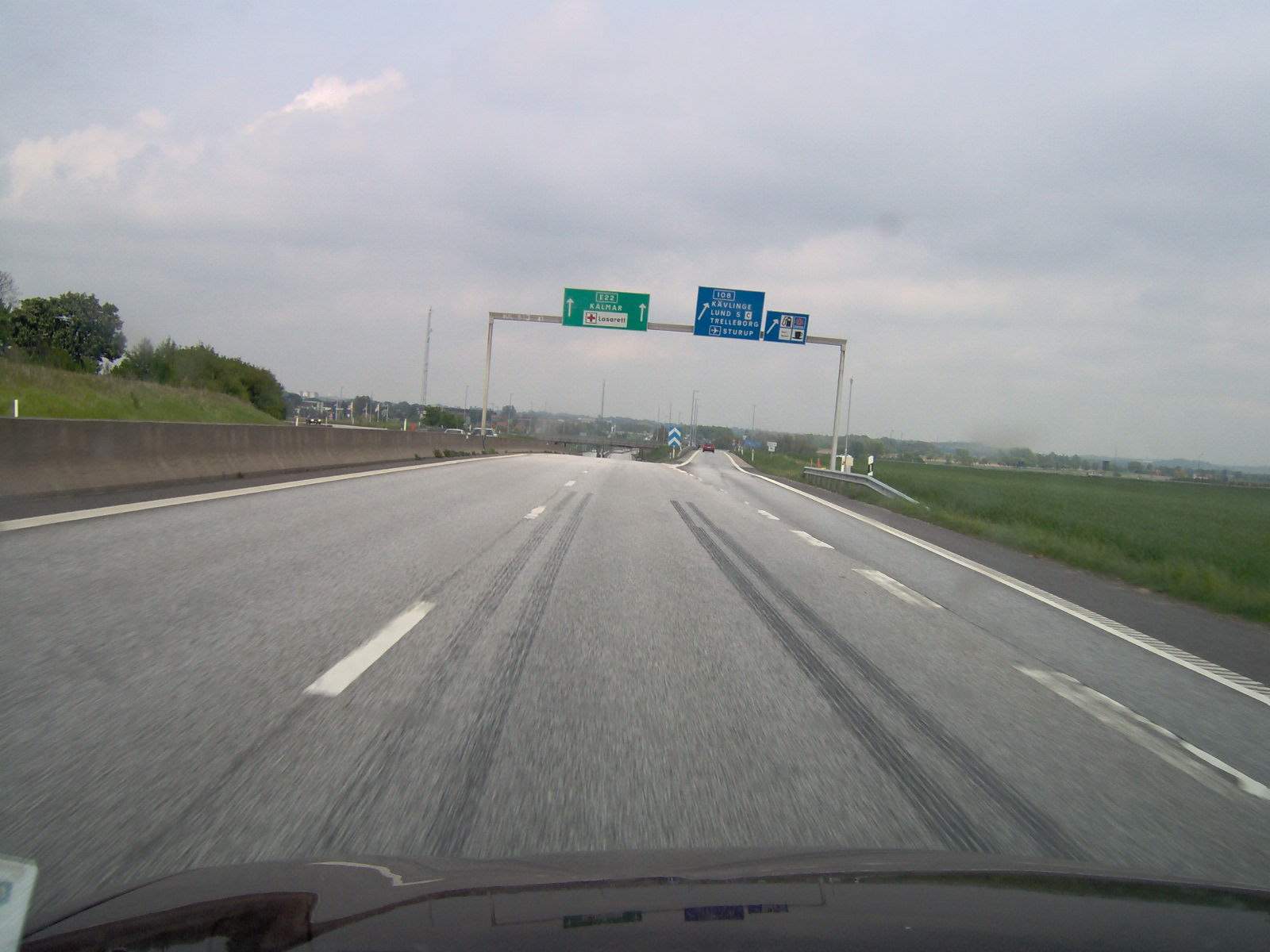
Sveriges första motorväg vid Lunds södra med mittbarriär bestående av betongkanter

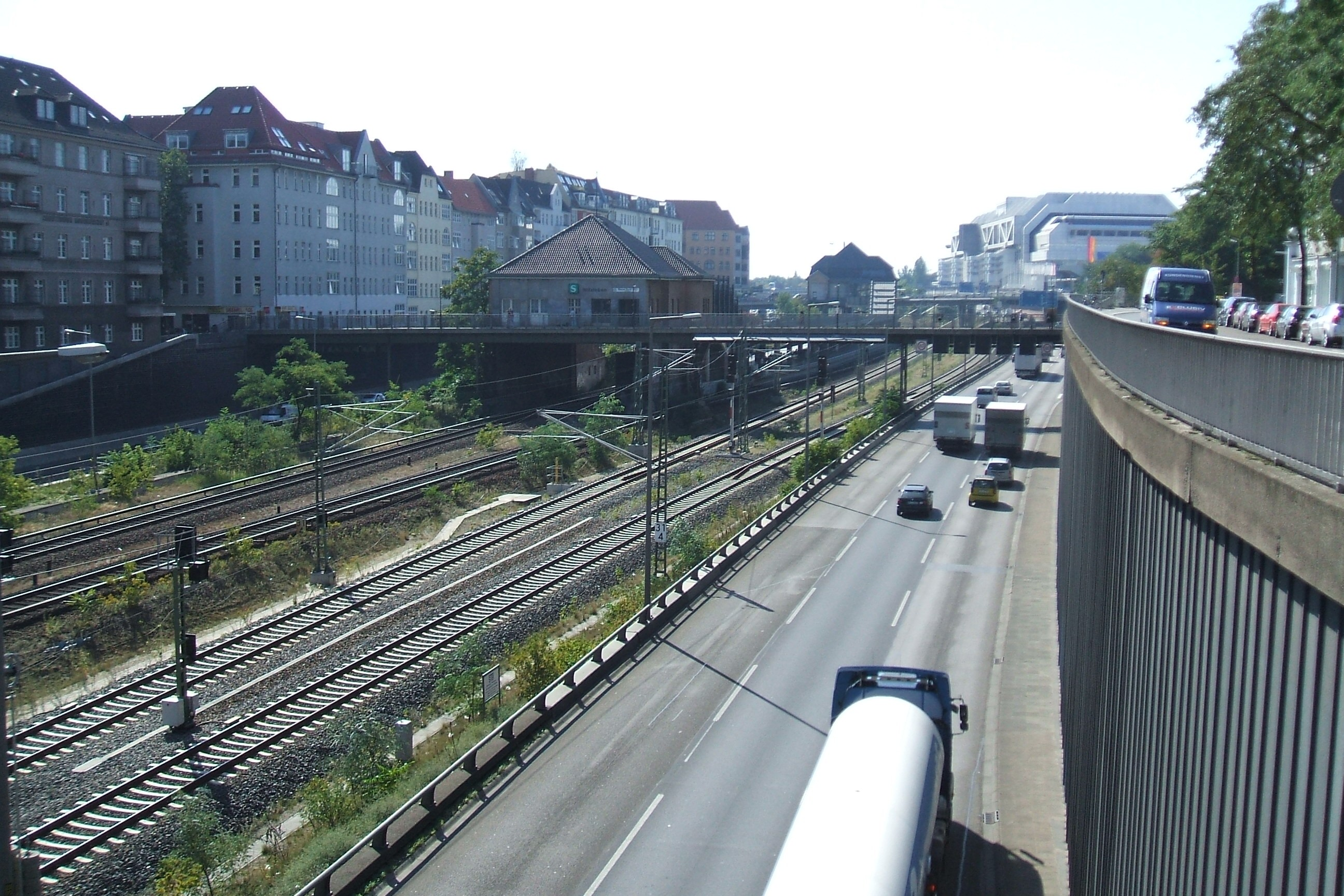
Motorväg E26/A100 i Berlin. Järnväg och pendeltågsbana i mittbarriären.

I många länder används det en eller ett par standardiserade typer av mittbarriärer på motorvägarna. I Tyskland består till exempel nästan samtliga mittbarriärer av plåträcken uppsatta på stålstolpar. I Schweiz består mittbarriärerna för det mesta av en betongkant. I Sverige har man haft många olika modeller under årens lopp. På E4 norrut från Helsingborg finns många olika mittbarriärer på en och samma motorväg.
De första motorvägarna i Sverige hade oftast endast en gräsrand eller ett dike i mitten. Senare blev plåträcken vanliga. De sattes ofta upp samtidigt som belysningsstolpar i mittbarriärerna. Under 1980-talet blev det vanligt med mittbarriärer i betong liknande de som finns i Schweiz. Dessa gör att vägbygget blir billigare genom att båda sidorna kan asfalteras som en enda yta. I efterhand kan betongbarriären monteras fast på asfalten. Äldre betongbarriärer har nackdelen att de är så styva att de kan orsaka stora personskador vid kollision. Dagens betongbarriär av typ GP-Link består av styckvis styva betongelement, vilka är förbundna med en flexibel skarv. Den länkade konstruktionen gör att barriären fångar upp påkörande fordon lagom mjukt, d.v.s. med godkänt Acceleration Severity Index. Detta innebär låg risk för personskada. Dessa betongräcken är säkrare än de flesta plåt- och vajerräcken genom att de även har certifierad kapacitet att fånga upp lastbilar samt är skonsamma mot kanande motorcyklister. I vissa fall har belysningsstolpar monterats direkt på betongkanterna. Detta kan till exempel ses på E4 i Jönköping. En del äldre motorvägar försågs också med dessa betongkanter, exempelvis motorvägen mellan Malmö och Lund. Det finns också specialdesignade betongkanter, bland annat på E6 förbi Uddevalla.
En del motorvägar har mycket bred mittremsa – ibland mer än 10 m. Ofta lämnas träd och annan växtlighet kvar i mittremsan för att motorvägen ska smälta in bättre i naturen. Detta ökar trafiksäkerheten vid mörker, då bländningsrisken inte är lika stor. I vissa fall beror en extra bred mittremsa på att motorvägen är en f.d. normal landsväg som har byggts om till motorväg genom att en ytterligare körbana byggts vid sidan om, och ibland har det då varit enklare att bygga denna nya körbana en bit ifrån det äldre. Ett exempel på en sådan sträcka är E4 mellan Nyköping och Kolmården, där man byggde en parallell körbana bredvid den befintliga då man byggde om vägen från motortrafikled till motorväg. Längs detta avsnitt är mittremsan som regel bredare i samband med att broar korsar motorvägen, för att få plats att bygga en ny bro vid sidan om den befintliga. Mittremsans bredd längs detta avsnitt är som bredast drygt 30 meter. Motorvägar med extra bred mittremsa kräver ofta dubbla räcken.

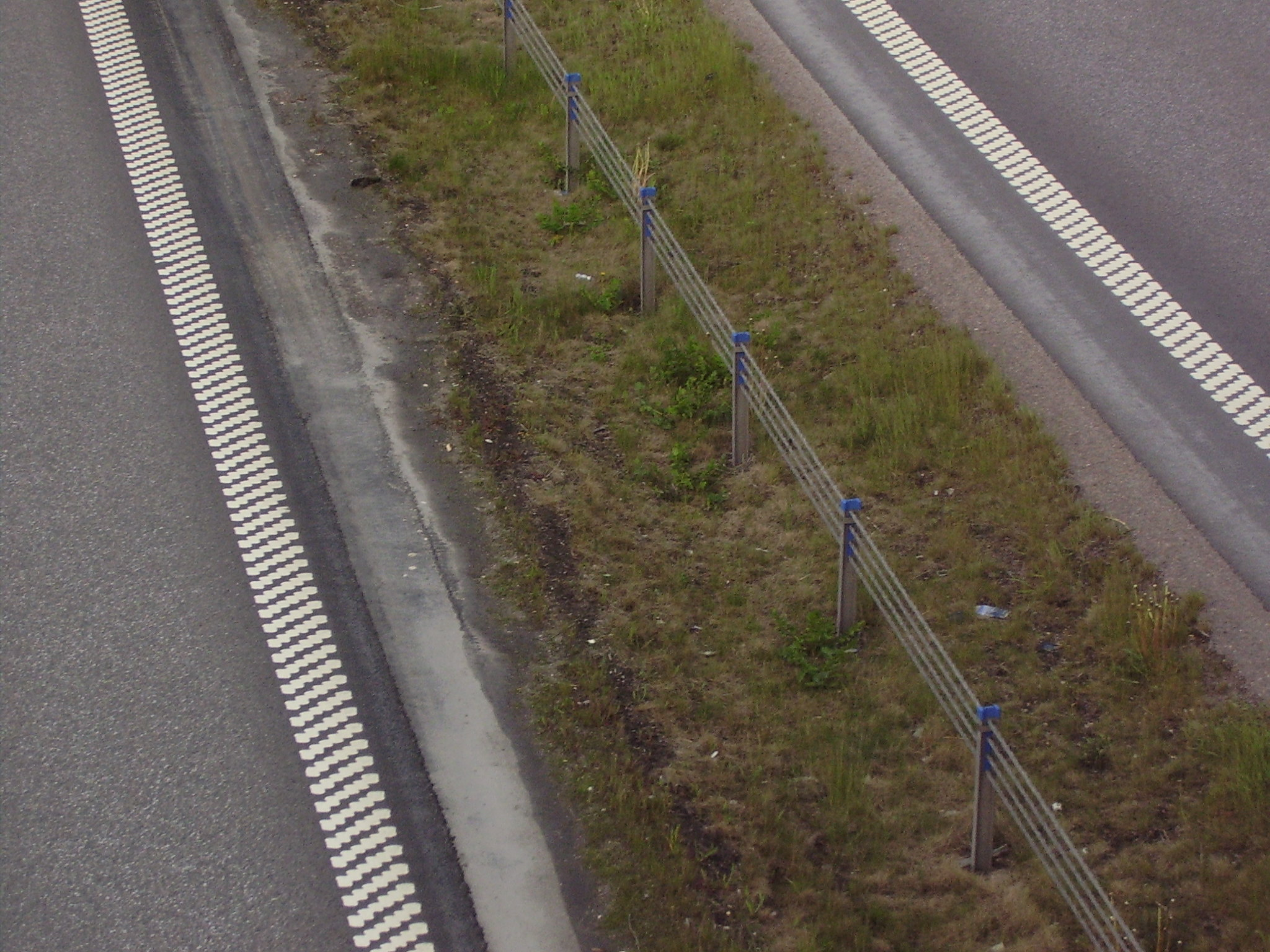
Vajerräcke som mittbarriär på motorväg (E4, Linköping)

Från slutet av 1990-talet började vajerräcken monteras upp på ett stort antal motorvägar i Sverige,[källa behövs] framförallt där det bara fanns en gräsrand eller ett dike i mittremsa, för att undvika att avåkande fordon flyger upp på mötande väghalva. Även vanliga breda vägar har under en tidsperiod utrustats med vajerräcke.
På 2010-talet började fasta räcken allt mer konkurrera ut vajerräcken. 2015 förbjöds vajerräcken på vägar som ingår i TEN-T-vägnätet men där de redan var monterade står de än så länge kvar i de flesta fall. Nybyggda motorvägar av den smalare sorten, som exempelvis E22 genom Skåne, har ofta fått räcke med en fast överliggare som mitträcke. Dessa har även använts på motorvägar med normal mittbarriär men där har det blivit vanligare med dubbla plåträcken. En stor förändring som skett under 2010-talet är att de flesta motorvägarna med mycket bred mittbarriär, som tidigare saknade mitträcken, har numera försetts med dubbla räcken och i de flesta fall, plåträcken.
Oavsett konstruktionstyp är mittbarriären alltid försedd med tvärgående förbindelseväg mellan körbanorna med jämna mellanrum. Dessa är enbart avsedda för vägarbetsfordon och utryckningsfordon. Sedan mitten av 1990-talet rekommenderar svenska Vägverket att vägräckenas avslut utförs på sådant sätt att räcket inte fungerar som en ramp. Det har tidigare varit vanligt att sidoräckena avslutats genom en jämn nedböjning mot förankringen i marken, något som gjort att bilar vid en påkörning har riskerat att lyfta från vägbanan. I stället rekommenderas att vägräckenas avslut böjs från vägen eller förses med en energiabsorberande ände.

### Ytbeläggning

#### Grovkornig asfalt

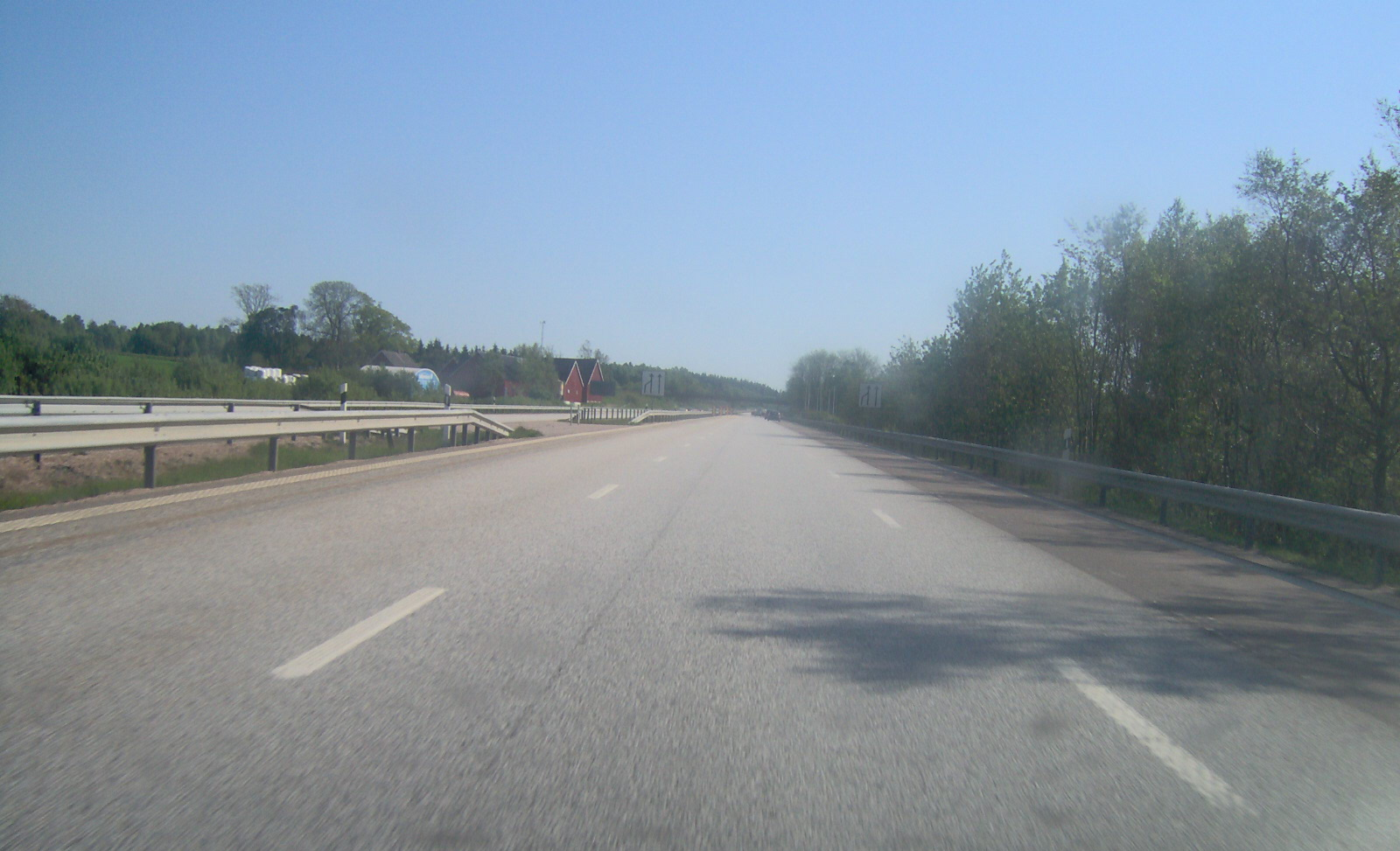
Trefilig körbana på motorväg över Hallandsåsen med grov vägbeläggning och mitträcken i plåt

Svenska och danska motorvägar har ofta en beläggning med grovkornig asfalt; typiskt med största stenstorlek 16 mm. Fördelen är att grovkornig asfalt visats tåla högre slitage och att risken för halka minskar. Nackdelen är sämre komfort, eftersom bullernivån är högre. På motorvägar med grovkornig asfalt stiger bullernivån dessutom ännu mer än på normala landsvägar, eftersom fordonen har högre fart. Roten till bullerproblemet är att vägbanan har mycket megatextur och/eller mycket makrotextur med närmare 50 mm långa vågor. Om vägen däremot har makrotextur med ca 5 - 8 mm korta vågor, leder det typiskt till minskat buller. Ett tydligt exempel på det, är "tyst asfalt". Tyst asfalt tillverkas med akustiska porer där ljudbubblan framför däcket kan tränga ned. Dessa porer är sammankopplade inuti asfaltlagret och ger hög makrotextur på vägytan, men har alltså bara korta våglängder kring ca 5 - 8 mm.

#### Finkornig asfalt
I många länder så som Tyskland, Italien och Spanien har motorvägar beläggningar av finkornig asfalt där största stenstorlek sällan ens är 12 mm. Detta ger en behaglig resa, speciellt i högre hastigheter.

#### Betong

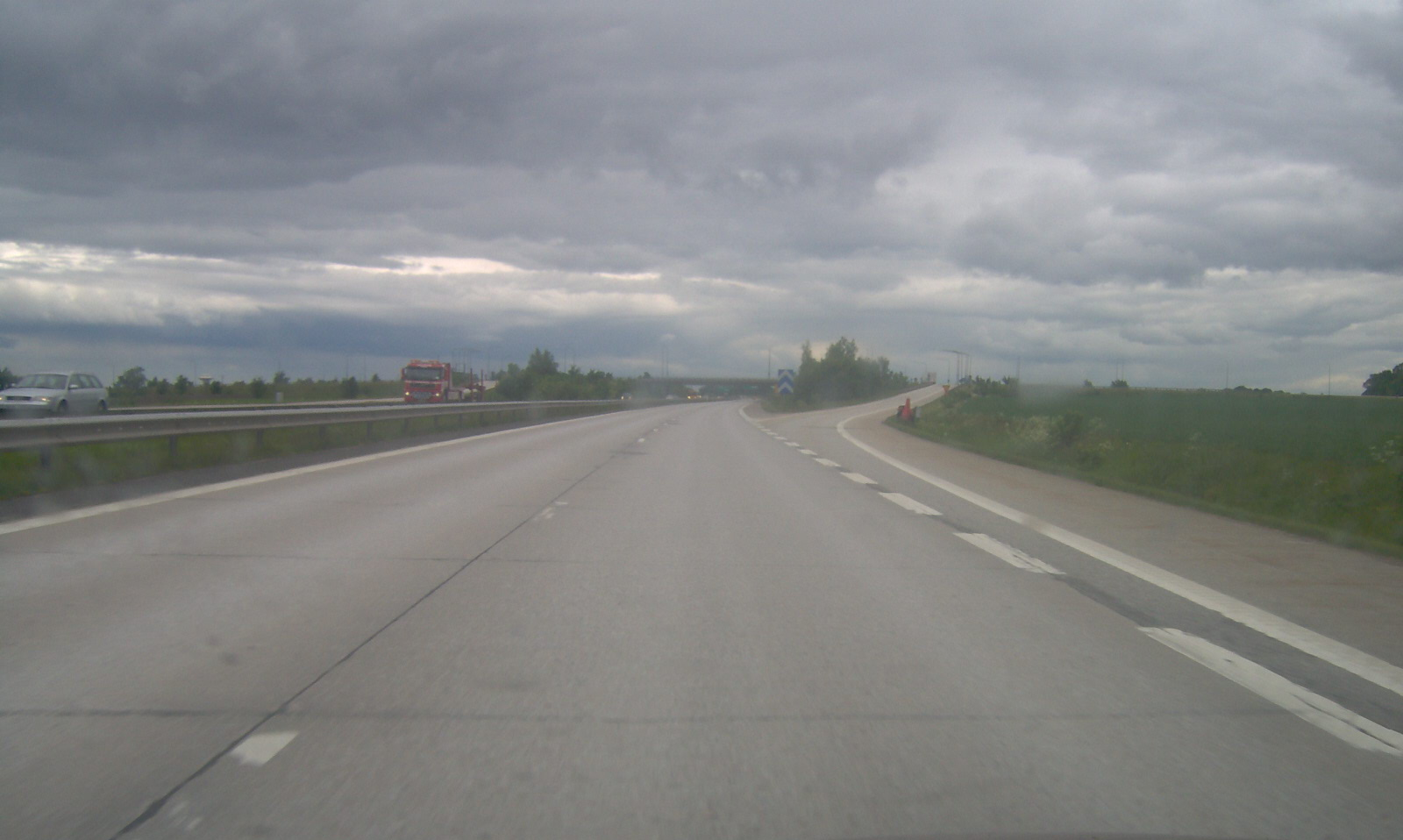
E6/E22 mellan Vellinge och Malmö

I Tyskland och även en del andra länder består beläggningen på motorvägarna ofta av betong. En del äldre motorvägar i Tyskland har betongbeläggning av äldre typ. Denna har tydliga skarvar som gör att det uppstår ett dunsande eller dunkande ljud när föraren kör över dem. Ljudet blir rytmiskt på ett sätt som påminner om ljudet av tåg på äldre järnvägar. Många gånger kan denna beläggning vara hårt nedsliten. Förutom i Tyskland kan denna äldre betongbeläggning även påträffas i till exempel Belgien och Polen.
På motorvägen på länsväg 273 mellan E4 och Arlanda flygplats gjordes 1990 ett test med att lägga ut betongbeläggning i ena körriktningen. Detta var betongbeläggning enligt en nyare tysk princip som innebär en slät yta utan skarvar som hörs när man åker över dem. Vägverket har funnit fördelar med denna typ av beläggning på motorvägar som har tät trafik.[källa behövs]

## Stadsmotorväg

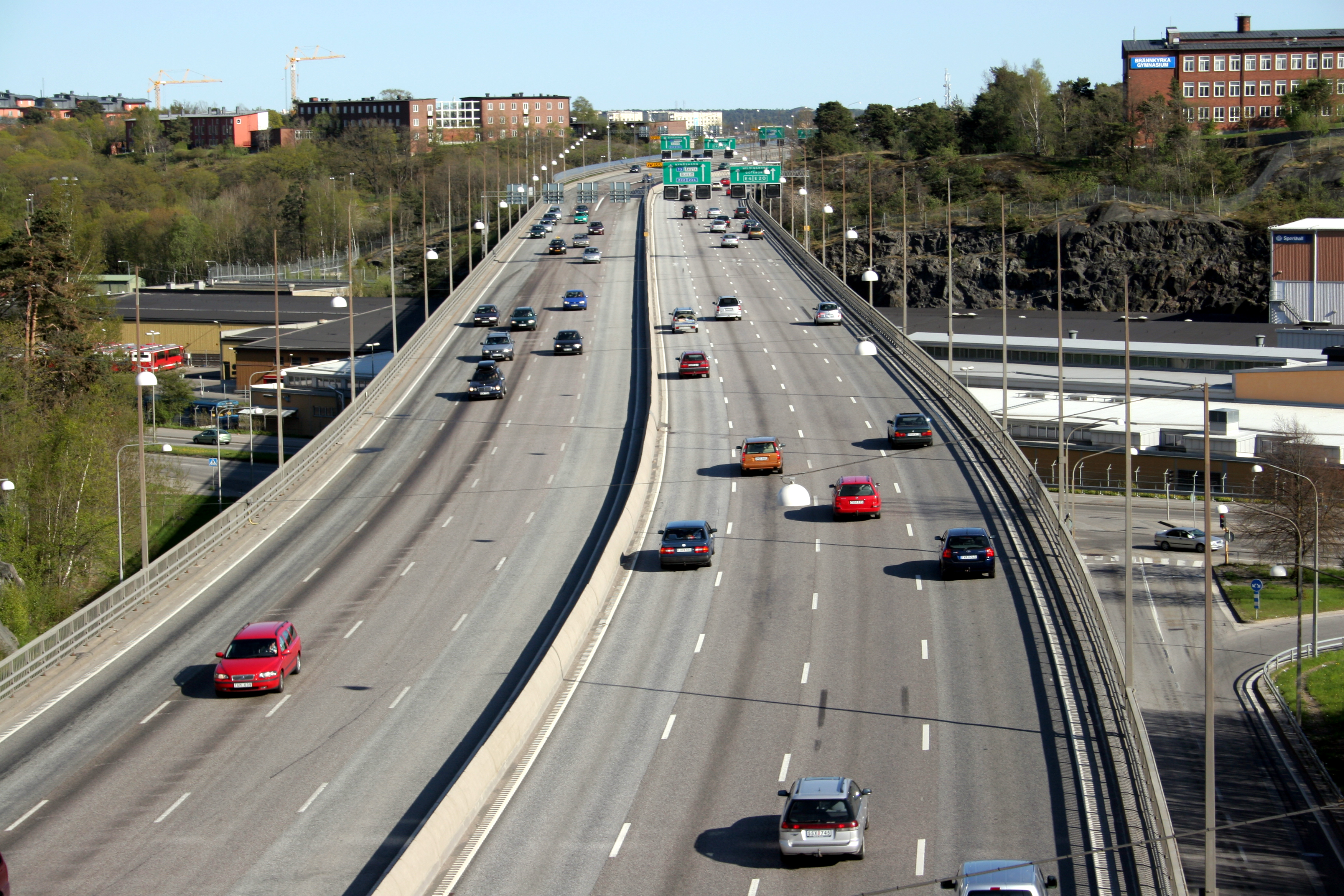
Essingeleden är ett typiskt exempel på stadsmotorväg.

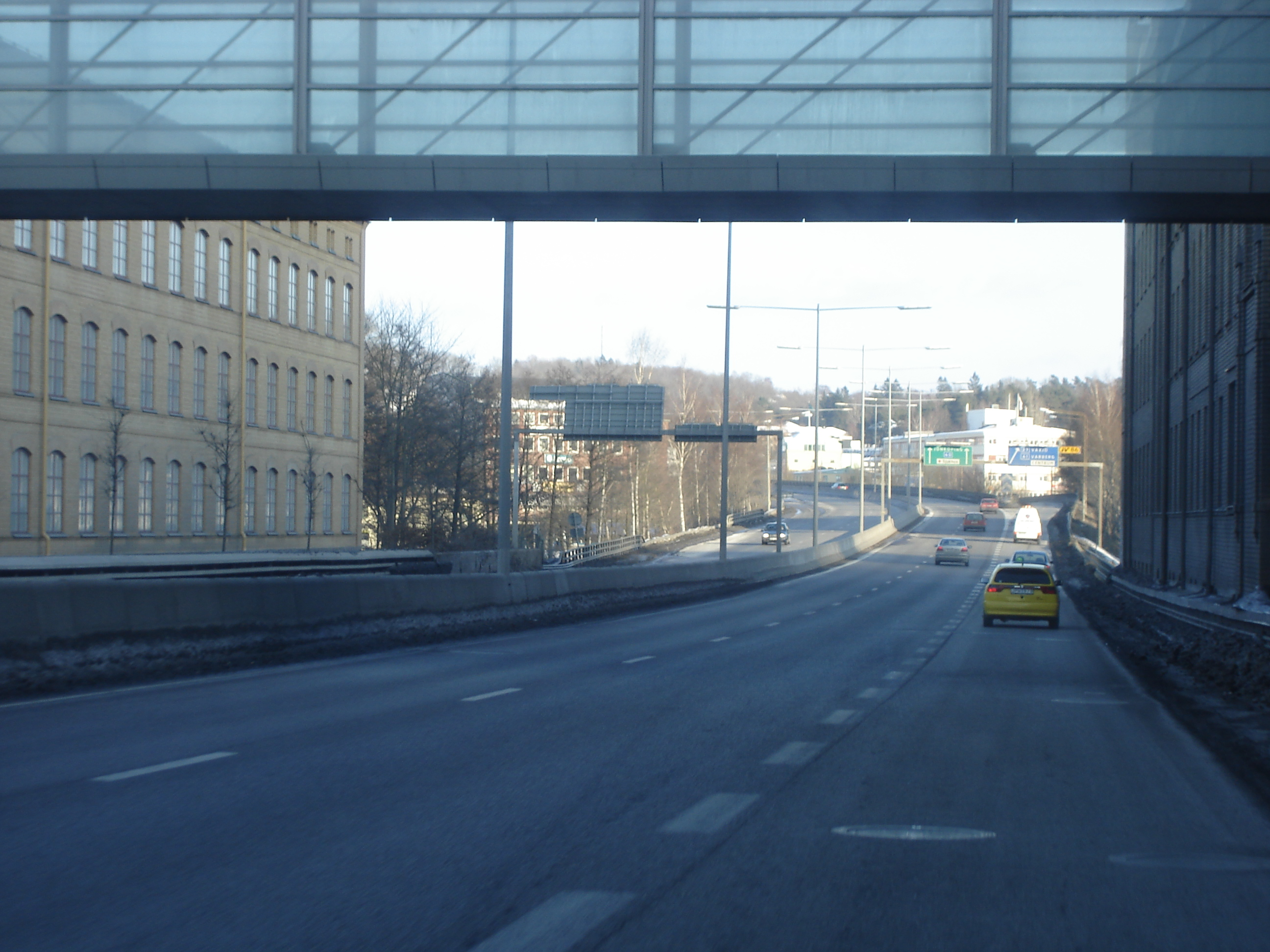
Riksväg 40 genom Borås med industribyggnader alldeles bredvid motorvägen.

Under tiden från 1950-talet och fram till en liten bit in på 1970-talet byggdes och planerades i Sverige en del motorvägar som kan benämnas som stadsmotorvägar. Dessa motorvägar går rakt genom bebyggelse som fanns redan före den tid motorvägen byggdes. För att spara plats byggdes stadsmotorvägar normalt med ganska korta av- och påfarter och med skarpa kurvor. För dessas skull och för att minska bullret har stadsmotorvägar oftast lägre hastighetsgräns.
För att bygga stadsmotorvägar krävdes att byggnader revs för att kunna ge plats åt motorvägen, expropriation. Denna typ av motorvägsbyggen förekommer knappast idag i Sverige.[källa behövs] För att kunna bygga en motorväg på motsvarande plats skulle idag krävs att en tunnel byggs under bebyggelsen, särskilt om det är bostäder. Så skedde till exempel när Södra Länken och Norra Länken i Stockholm och Lundbytunneln i Göteborg anlades. Kommunerna i Sverige har planmonopol vilket gör att de kan hindra utformningar de inte vill ha.
Exempel på stadsmotorvägar är infarten på E51 i Berlin, E75 i Belgrad, inre ringvägen runt Malmö, Essingeleden i Stockholm, motorvägsinfarter i London bland annat motorvägarna M1 och M4 samt ringleden Périphérique i Paris.
Utmärkande för stadsmotorvägarna är att de ofta är försedda med belysning och att de går genom en bebyggelse. Detta innebär att man ofta måste sätta upp bullerskydd för att minska trafikbullret för närliggande bostäder. Vid nybyggnation intill stadsmotorvägar planerar man ofta in byggnader med arbetsplatser hellre än bostadshus. Dessa byggnader kan då fungera som en typ av bullerskärm. Dessa företag och organisationer sätter ofta upp lysande eller belysta skyltar med namnet som marknadsföring. Längs många stadsmotorvägar är det mycket bullerskydd. E47 genom Köpenhamn till exempel har långa sträckor med bullerskydd så att resenärer inte ser mycket av staden om de bara kör genom.
Det finns ingen juridisk definition av stadsmotorväg. Trafikreglerna är desamma på alla motorvägar, även om det ofta finns lokala trafikföreskrifter för en lägre högsta tillåten hastighet än vanligt när motorvägar går genom stadsbebyggelse. Det här innebär också att det inte går att säga precis när en motorväg skulle kallas stadsmotorväg eller ej.

## Belysning på motorvägar

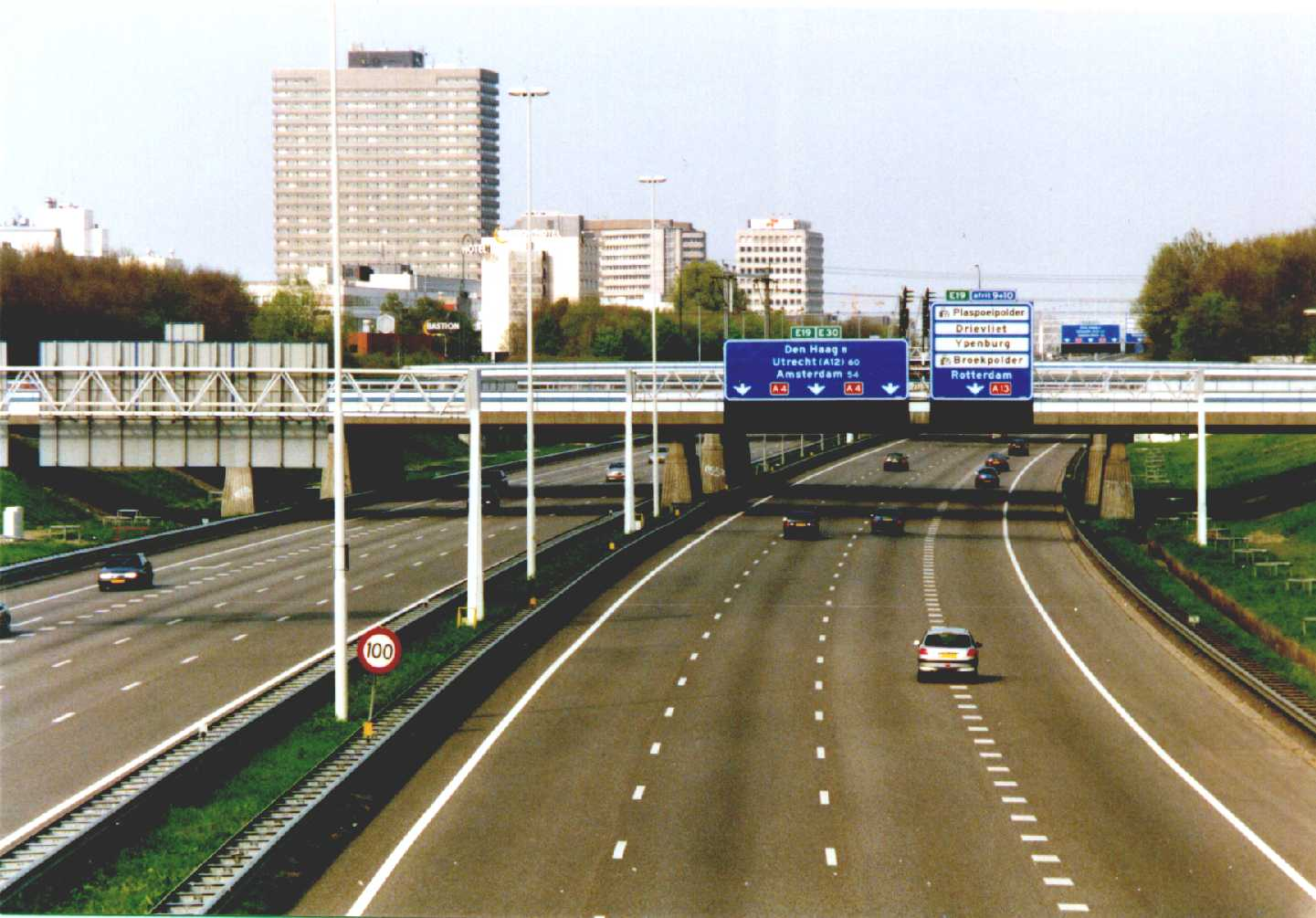
Motorväg i Nederländerna med höga belysningsstolpar.

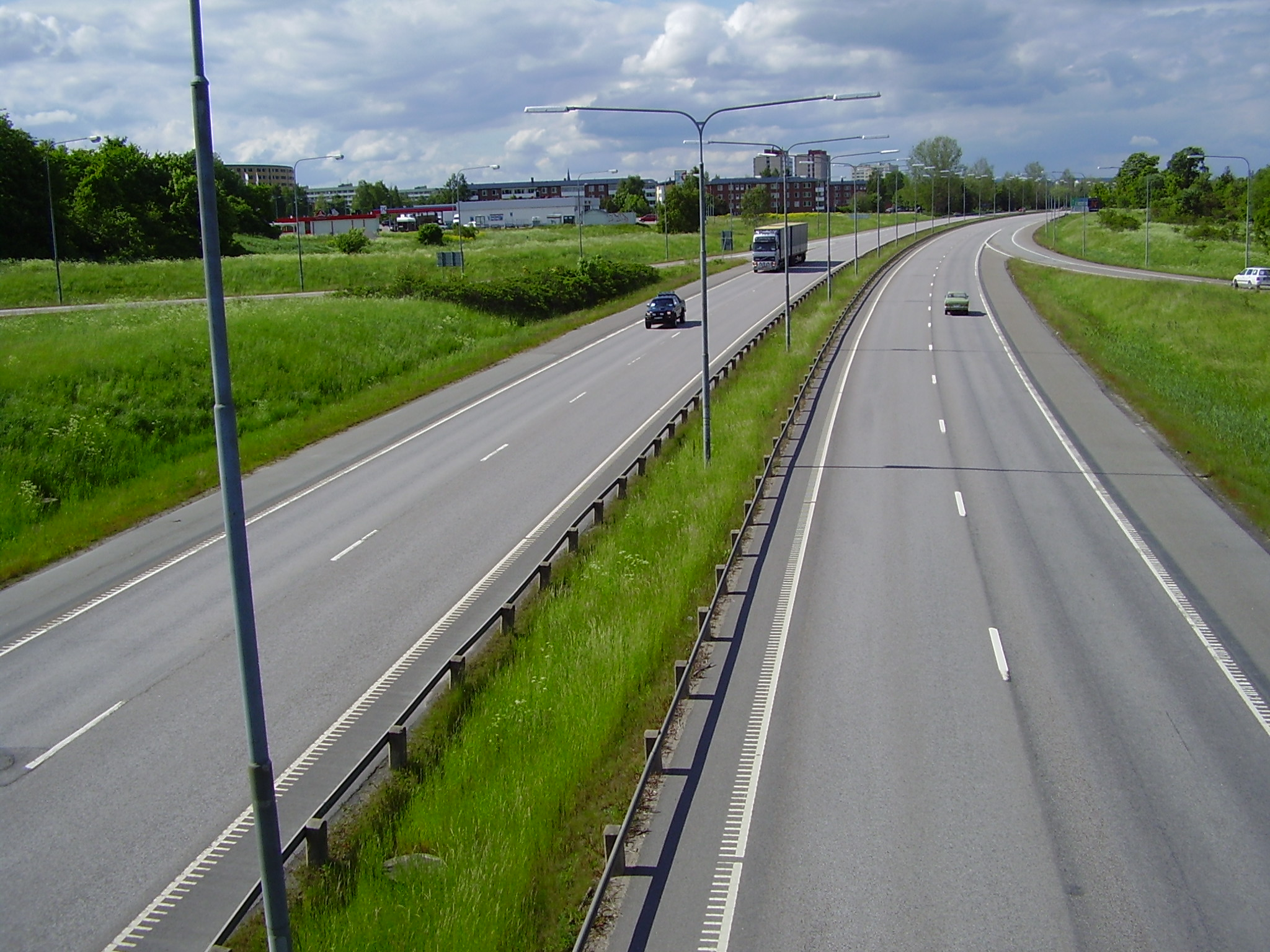
Äldre motorvägsbelysning av gammal klassisk modell på motorvägen E22 utanför Norrköping. Stolparna är av äldre modell av den typ som ibland kallas kanonrör. Här finns även armaturerna av originaltyp från 1960-talet kvar vilket är ovanligt i Sverige idag. Normalt finns stolpar av denna typ kvar men armaturerna är oftast utbytta.

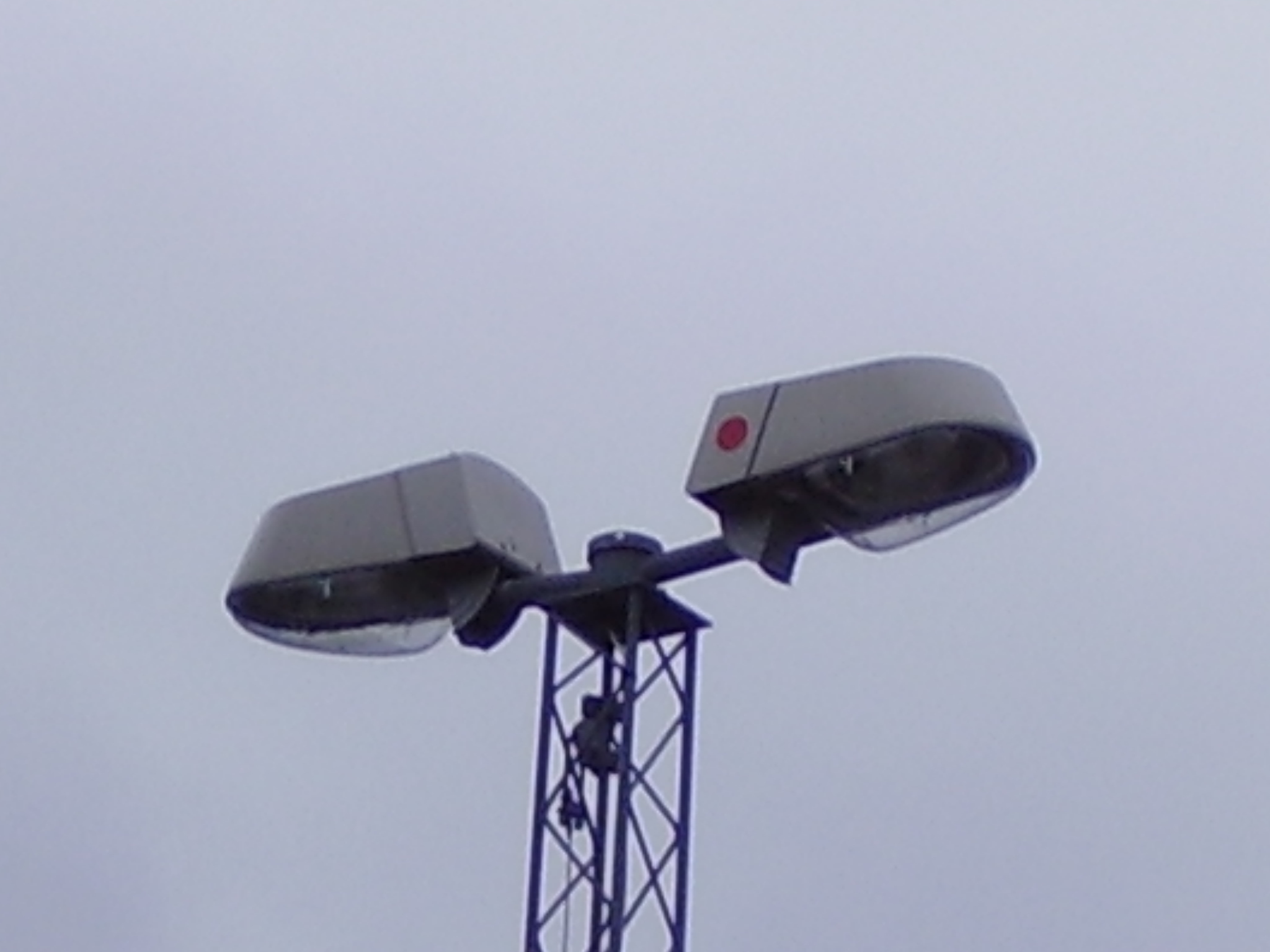
Belysning på motorvägen Malmslättsvägen. Stolpen är en s.k. ljusmast utan armar. Armaturerna är en nyare modell som är vanlig inte bara i Sverige utan även i bland annat Polen, Tyskland, Nederländerna, Storbritannien och Italien.

Olika länder har helt olika syn på vilka motorvägar som ska förses med belysning. I Belgien, Nederländerna och Norge är motorvägarna försedda med belysning i mycket stor omfattning och i dessa tre länder är det vanligare med än utan belysning på motorvägarna. Även i Storbritannien har man försett en mycket stor del av motorvägarna med belysning.
I Tyskland är det ovanligt att motorvägar har belysning. Det förekommer endast där motorvägarna går genom de större städerna, och i vissa fall inte heller där. Till exempel är många av motorvägarna i München och Berlin försedda med belysning. I Tysklands näst största stad Hamburg är det lite mindre vanligt med belysning, då bara stadsmotorvägarna (Stadtautobahnen) in till centrum har belysning.

## Skyltning på motorväg

### Motorvägssymbolen
Symbolen för motorväg ska finnas vid motorvägens början.[källa behövs] Påfarter ska också ha skyltar med denna symbol som visar att trafikanten kör in på en motorväg. Vid en motorvägs slut ska ett likadant märke finnas fast med ett rött streck som ska visa att motorvägen tar slut. Även avfarter från motorvägen ska vara försedda med en skylt som markerar motorvägens slut. 
Skylten innebär att trafikregler för motorväg gäller. Det innebär bland annat att gående, cyklister, mopeder och långsamtgående fordon inte får framföras på vägen. Sitter ingen hastighetsskylt vid motorvägsskylten gäller bashastigheten för motorväg inom landet. Denna kan variera till viss del och trafikanten bör vara informerad vilken bashastighet som gäller inom landet som skylten finns i. Vanligtvis varierar dessa mellan 110 och 140 km/h.

Dessa skyltar finns främst i Europa men också i en del länder i Europas närhet som till exempel Israel, Egypten Marocko, Tunisien eller Libanon. Längre bort från Europa används den däremot inte. Länder som USA och Kanada saknar skylten (men delstaten Kalifornien använder en skylt med texten FREEWAY ENTRANCE vid samtliga påfarter). Även några europeiska länder som Estland, Island, Lettland saknar den, trots att de har vägar som kunde skyltas som motorväg. Albanien har nyligen (på 2000-talet) byggt och skyltat motorvägar, innan dess fanns ingen sådan väg. 
Skylten finns med i konventionen om vägtrafik i Europa. Enligt konventionen tillåts att skylten antingen finns i grönt eller blått. Nyansen kan variera något, ibland lite mörkare. Förr i tiden fanns de också i några länder i mörkblått eller svart. Skylten föreställer två körbanor och en bro. Den finns i samtliga europeiska länder som har motorväg. Färgen på skylten ska avvika från den färg på skyltar som används på landsväg i det land skylten finns uppsatt. Förutom färgen kan små skillnader förekomma. Det handlar mest om formatet. Skillnaderna framgår på bilderna som visar en grön skylt från Sverige och en blå skylt från Storbritannien. Vissa länder har mer rektangulär form på skylten och figuren har ofta då ett lite långsträckt utseende, medan andra länder kan ha en skylt som är mer kvadratisk och ett utseende på figuren som är lite mer ihoptryckt; se bilderna. Skillnaden anses som betydelselös eftersom symbolen är densamma och är förståelig oavsett vilken variant som trafikanten är mest van vid.

### Vägvisning på motorväg

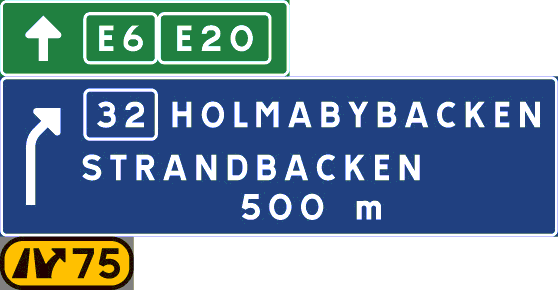
Förberedande information om en avfart på en motorväg

Skyltning på motorvägar följer en speciell standard i Europa. Eftersom trafikanterna färdas i högre fart än på normala landsvägar är det större krav på läsbarhet. Skyltarna ska därför vara större än de är på de normala landsvägarna. Även texten är normalt sett större på skyltarna på motorvägar. Det är också större krav på detaljerad information eftersom en motorväg oftast är mer trafikerad än de normala landsvägarna. Symboler på skyltar ska också vara tydliga och dessa utgår från europeisk standard.
Eftersom det är minst två körfält kan man under omkörning missa en skylt. Därför finns normalt tre vägvisningsskyltar per avfart. Två före avfarten och en vid avfarten. Där det är tätt mellan avfarterna är det oftast två, men då sitter oftast minst en ovanför körbanan så den syns.
Vägvisningsmärkena och skylten som påbörjar motorväg ska enligt FN:s vägmärkeskonvention vara blå eller gröna och inte samma som vanliga landsvägar. Länder som till exempel Sverige och Schweiz använder gröna skyltar medan andra som till exempel i Tyskland och Storbritannien har blå skyltar på motorvägar. Se även Färger på lokaliseringsmärken för en tabell.
Normalt ska ett vägvisningsmärkena för en avfart på en motorväg ange dels vart man kommer om man svänger av motorvägen samt vart man kommer om man fortsätter på motorvägen utan att svänga av.

## Vägnummer
Motorvägarna har i många länder separata nummer, i andra länder gemensamma nummer med andra vägar. De numreras enligt några olika principer:
- I många länder är motorvägarna ett eget nät med egna nummer. Om motorvägen har en lucka får man leta upp en alternativ landsväg ur kartan. När en ny motorväg byggs behåller landsvägen sitt nummer. Denna princip används i en del länder såsom Tyskland, Frankrike, Italien, Storbritannien, Rumänien, Österrike. Principen passar bäst för länder med sammanhängande nät men det förekommer även i länder där det finns gott om icke sammanhängande stumpar. För att hålla skillnad på näten i skrift brukar de anges med en bokstav före såsom A i Tyskland, Frankrike och Italien till exempel A1, eller M i Storbritannien. Det är inte säkert att denna bokstav skyltas. I till exempel Tyskland ser man skillnad på ett motorvägsnummer och riksvägsnummer enbart på färgen. Motiveringen till detta system är oftast att man inte vill ändra landsvägsnätet, och man vill att det syns vad som är motorvägar, eftersom de är mycket snabbare än landsvägar. Eftersom man satsat en stor del av byggpengarna på motorvägar, så har landsvägarna ingen bra standard, särskilt går de ofta genom städer. I en del av länderna är motorvägarna betalvägar och då kan det vara lämpligt att ha ett riksvägsnät vid sidan om.
- I andra länder finns ett gemensamt nummernät, men med en särskild bokstav före för motorväg. Om motorvägen har en lucka finns en landsväg med samma nummer, men annan eller ingen bokstav först. Så har till exempel Nederländerna, Irland, Polen, Schweiz, Tjeckien, Ungern. I Storbritannien numreras riksvägarna med (M) efter om de är motorväg, samtidigt som det finns ett separat nät motorvägar. Detta innebär att när en motorväg byggs tas numret bort eller byts på landsvägen.
- I en del länder finns ett gemensamt nummernät, och ingen skillnad på motorvägar och landsvägar. Så har till exempel Sverige, Danmark, Nordmakedonien, Norge och Serbien. För europavägar skyltas inte heller något nationellt nummer.
- Belarus, Finland, Litauen och Ryssland har precis som Sverige m.fl. inga särskilda motorvägsnummer. En skillnad mot Sverige är att europavägarna skyltas också med separat nationellt nummer, oberoende av om det är motorväg eller inte.
- Belgien har ett lite eget system. Man har ett separat nummernät för motorvägar, men det skyltas inte för europavägar, vilket är majoriteten av motorvägarna. Skyltningen ser därför ut som i bland annat Sverige.
- I USA finns ett särskilt motorvägsnät (Interstate Highway System) med särskild skyltning, men långt ifrån alla motorvägar är med i detta system. Övriga motorvägar skyltas som vanliga vägar, med federala (United States Numbered Highways) eller delstatliga nummer eller i vissa fall inga nummer alls.

## Kultur
Motorvägar har ibland förekommit både inom musik och på film. Motorvägarnas betydelse har där varierat. Ett tydligt exempel är den tyska musikgruppen Kraftwerk som 1974 släppte ut ett album som heter just Autobahn (motorväg på tyska). Ett annat lika tydligt exempel är den brittiska artisten Tom Robinson som 1977 släppte ut låten 2-4-6-8 Motorway som blev en mycket stor hit.
Inom filmen förekommer ibland motorvägar med varierad betydelse. I Bondfilmen Octopussy finns ett inslag där James Bond kör på den välkända tyska motorvägen AVUS i Berlin. Bland svenska filmer kan nämnas Smultronstället från 1957 där Victor Sjöström kör på motorvägen mellan Stockholm och Södertälje. I filmen Fröken April från 1958 finns en scen där Gunnar Björnstrand och Jarl Kulle tävlingskör med varandra på en motorväg samtidigt som de sjunger ur operan Rigoletto av Verdi. I filmen Sune – Best Man finns en scen där Sunes pappa gör galna körningar på en motorväg nära Göteborg. Han missar en avfart och istället för att ligga kvar på motorvägen eller köra ut på avfarten kör han sönder avfartsskärmen och sedan ut på gräset mitt emellan motorvägen och avfarten. Det finns också en scen där Sune själv kör bil på motorvägen, trots att han är 10-11 år.

## Hastighetsbegränsningar i Europa
Följande hastighetsbegränsningar gäller i Europa på motorvägar:
| Land                    | Bil och motorcykel (km/h) | Bil med släpvagn (km/h) |
| ----------------------- | ------------------------- | ----------------------- |
| Belgien                 | 120                       | 90                      |
| Bosnien och Hercegovina | 130                       | 80                      |
| Bulgarien               | 130                       | 90                      |
| Cypern                  | 110                       | 100                     |
| Danmark                 | 130                       | 80                      |
| Finland                 | 1201                      | 80                      |
| Frankrike               | 1302                      | 1302                    |
| Grekland (Bil)          | 120                       | 80                      |
| Grekland (Motorcykel)   | 90                        |                         |
| Irland                  | 120                       | 80                      |
| Italien                 | 130/1503                  | 80                      |
| Kroatien                | 130                       | 80                      |
| Montenegro              | 120                       | 80                      |
| Nederländerna           | 130                       | 90                      |
| Nordmakedonien          | 120                       | 80                      |
| Norge                   | 110                       | 80                      |
| Polen                   | 140                       | 80                      |
| Portugal                | 120                       | 100                     |
| Rumänien                | 130                       | N/A                     |
| Schweiz                 | 120                       | 80                      |
| Serbien                 | 120                       | 80                      |
| Slovakien               | 130                       | 80                      |
| Slovenien               | 130                       | 80                      |
| Spanien                 | 120                       | 80                      |
| Storbritannien          | 112                       | 96                      |
| Sverige                 | 110/120 4                 | 80                      |
| Tjeckien                | 130                       | 80                      |
| Turkiet                 | 120                       | 70                      |
| Tyskland                | ∞5                        | 80/1006                 |
| Ungern                  | 130                       | 80                      |
| Österrike               | 130                       | 1007                    |

Förtydliganden:

1 100 km/h på vintern

2 110 km/h vid regn

3 150 km/h enbart för vissa trefiliga motorvägar

4 Sedan 2008 har ungefär 300 km motorväg hastighetsbegränsningen 120 km/h.

5 På alla tyska vägar utan hastighetsbegränsning råder dock en rekommendation att inte ens vid goda förhållanden överskrida 130 km/h. Den som kört fortare kan anses medansvarig för olyckor till exempel om någon byter fil och blir påkörd.

6 Speciellt tillstånd krävs

7 Bil med tung släpvagn: 100 km/h, lastbil med tung släpvagn: 80 km/h

## Motorvägar i Europa
I Europa finns planer på att alla länder ska ha motorvägsnät som länkar ihop alla länder med varandra och att åtminstone de viktigaste städerna i alla länder är sammansatta i detta motorvägsnät. I vissa fall utgörs dessa av motortrafikleder eller andra lite enklare lösningar som inte riktigt är motorväg fullt ut men nära motorvägsstandard. Ett större antal länder är redan sammansatta i detta gemensamma motorvägsnät, men ett antal länder har ännu inte länkats ihop. Det pågår utbyggnader för att länka ihop även dessa länder.
Följande länder är helt sammansatta med varandra och ingår i det större europeiska motorvägsnätet: Sverige, Tyskland, Polen, Danmark, Rumänien, Norge, Tjeckien, Slovakien, Ungern, Serbien, Kroatien, Nordmakedonien, Slovenien, Italien, Grekland, Frankrike, Spanien, Portugal, Nederländerna, Belgien, Luxemburg, Schweiz, Österrike, Bulgarien och Turkiet. Även Bosnien och Hercegovina har idag en liten länk i söder som ansluter och på sikt byggs denna ut inåt landet. Det går även en kort sträcka i Ukraina nära gränsen till Polen som är en fortsättning på ukrainsk sida av den långa polska motorvägen på E40 (A4). På ukrainsk sida försätter vägen som en mötesseparerad 2+2-väg nära motorvägsstandard för att sedan bli enkelfilig med mötesseparering innan vägen övergår till den gamla landsvägen. Denna del av en förberedelse inför att förlänga motorvägen från polska gränsen till Lviv i Ukraina.
Storbritannien är inte fysiskt sammanlänkat med övriga Europa. Någon plan att göra det finns inte heller. Istället finns färjor som ansluter mellan motorvägsnäten i Storbritannien och Frankrike. Det finns också speciella biltåg som ansluter mellan båda länders motorvägsnät. På det viset anses ändå Storbritanniens motorvägsnät ha kopplingar till övriga Europa. Bland de dyraste projekten att knyta ihop motorvägsnäten i Europa med varandra var Öresundsförbindelsen. Genom denna tillsammans med Stora Bältbron byggdes medvetet Sveriges och Danmarks motorvägsnät ihop med Tysklands och övriga Europa och ytterligare en förbindelse förbereds genom en tunnel mellan Rödby i Danmark och Puttgarden i Tyskland. Idag har flera länder hunnit långt med att länka ihop sina viktiga städer med varandra och med grannländerna. Ändå återstår en del. Albanien, Estland, Lettland och Litauen är länder som ännu inte knutit ihop sina motorvägsnät med övriga Europa. I dessa länder pågår dock detta för fullt. Motorvägsbyggen pågår i dessa länder som ska länka ihop sina motorvägar med grannländerna och det är meningen att de ska bli en del i det större europeiska motorvägsnätet. Albanien har ännu inte kommit så långt med detta men de allra senaste åren har ändå en del hänt. Länder som Belarus och Ryssland hänger ännu så länge inte ihop med övriga Europa när det gäller motorvägar. Men i Polen pågår bygge av motorväg mot Belarus som en del i en tänkt längre motorväg mellan bland annat Berlin och Moskva. Finland ingår heller inte i det sammanhängande motorvägsnätet. På längre sikt kan de dock göra det. Det finns en motorväg från Helsingfors som når fram ända till gränsen till Ryssland. Från denna är det upp till Ryssland att fortsätta med motorvägsbygge inom landet och då kan det på sikt bli möjligt att från Finland åka på motorväg via Ryssland till övriga Europa.
Bland Europas länder saknar Andorra, San Marino, Liechtenstein, Malta och Moldavien motorvägar. Detta beror på att de flesta av dessa är mikrostater med liten befolkning samt att det i många fall finns geografiska hinder, till exempel berg. Vad gäller Moldavien är skälet dock landets ekonomi. Rumänska byggbolag har dock visat intresse men inte visat resultat. Det finns dock motorvägsliknande vägar som går runt huvudstaden Chișinău. Den viktigaste vägen är R2 som går ifrån Chișinăus centrum till flygplatsen. Det finns också Europavägar i Moldavien, men de har dock en dålig vägstandard som många andra i Moldavien.
- Motorvägar i Albanien
- Motorvägar i Belgien
- Motorvägar i Bosnien och Hercegovina
- Motorvägar i Bulgarien
- Motorvägar i Cypern
- Motorvägar i Danmark
- Estland har inte skyltade motorvägar, men har vissa sträckor nära Tallinn, som är 4-filiga eller 6-filiga med mestadels planskilt.
- Motorvägar i Finland
- Motorvägar i Frankrike
- Motorvägar i Grekland
- Motorvägar i Irland
- Motorvägar i Island
- Motorvägar i Italien
- Motorvägar i Kroatien
- Lettland har inte skyltade motorvägar, men har vissa sträckor nära Riga, som är 4-filiga eller 6-filiga med mestadels planskilt.
- Motorvägar i Litauen
- Motorvägar i Luxemburg
- Motorvägar i Montenegro
- Motorvägar i Nederländerna
- Motorvägar i Nordmakedonien
- Motorvägar i Norge
- Motorvägar i Polen
- Motorvägar i Portugal
- Motorvägar i Rumänien
- Motorvägar i Ryssland
- Motorvägar i Schweiz
- Motorvägar i Serbien
- Motorvägar i Slovakien
- Motorvägar i Slovenien
- Motorvägar i Spanien
- Motorvägar i Storbritannien
- Motorvägar i Sverige
- Motorvägar i Tjeckien
- Motorvägar i Turkiet
- Motorvägar i Tyskland
- Motorvägar i Ungern
- motorvägar i Österrike

## Motorvägar i Afrika
Afrika har en mycket varierad vägstandard. Flera av de fattigaste länderna saknar motorvägar helt och hållet och i vissa av dessa länder är det till och med ovanligt om vägarna är asfalterade. Andra länder har byggt ut ett omfattande system av motorvägar runt de större städerna. Bland de länder som har byggt ut motorvägar kan nämnas Sydafrika som i vissa delar har ett vägnät som är väl utbyggt och har byggt ut flera motorvägar. Städer som t.ex. Pretoria och Johannesburg har väl utbyggda motorvägsnät. Även vissa nordafrikanska länder har byggt ut motorvägar. Bland dessa kan nämnas Tunisien som har en motorväg som går från Tunis och söderut längs med kusten. Från Tunis till gränsen mot Algeriet är däremot vägstandarden betydligt sämre och där saknas motorvägar. Marocko har närmare 800 kilometer motorväg och det planeras bli över 1 400 kilometer innan 2011.[uppföljning saknas]
- Motorvägar i Marocko
- Motorvägar i Tunisien

## Motorvägar i Asien

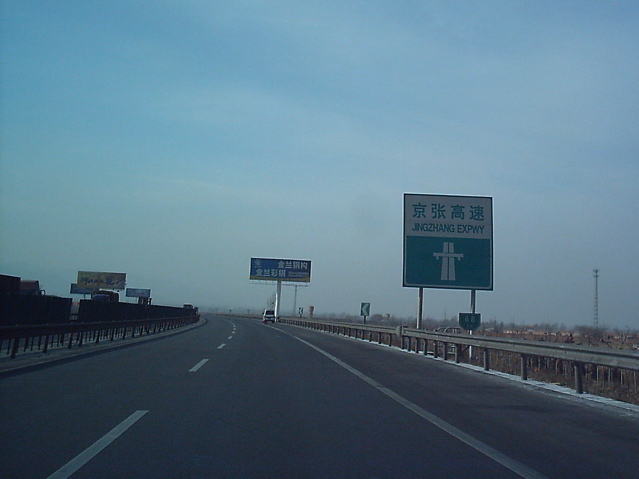
Jingzhang Expressway, en motorväg i Kina.

Asien har en mycket blandad vägstandard. Som exempel kan nämnas Kina som har en del motorvägar. Kina har ett system av motorvägar (numrerade med A-prefix). Utanför större städer är vägarna utbyggda som betalvägar med standard jämförbar med många europeiska vägar. I nuläget finns cirka 43 000 km motorväg i Kina. Det finns planer på att detta system inom trettio år skall omfatta över 85 000 km motorväg. Japan har ett väl utbyggt nät av motorvägar som når ut till de flesta viktiga delar av öriket. Samtliga större japanska städer är sammanslutna med motorvägar. Pakistan inledde 1997 en offensiv satsning på motorvägar, genom att bygga M2 mellan Islamabad och Lahore. Thailand har en del motorvägar runt Bangkok men saknar detta på landsbygden. Flera fattigare länder i Asien saknar motorvägar helt eller har enbart byggt några mycket korta sådana runt huvudstäderna eller andra viktiga städer.

### Mellanöstern
Mellanöstern har i likhet med övriga Asien en varierad vägstandard. Ett land som är viktigt att nämna är Irak. Under 1970-talet byggdes en del motorvägar som anslöt till Bagdad. Dessa motorvägar var på sin tid välbyggda och påkostade. Idag är dessa motorvägar i betydligt sämre skick. Underhållet har de senaste 20 åren varit nästan obefintligt och en del av dessa är dessutom skadade av krig och attentat. Syrien byggde också förut ut ett motorvägsnät. Men Syrien har sedan 2011 varit utsatt för krig och därmed har motorvägsutbyggnader stannat av. Skicket på de syriska motorvägarna idag är okänt. Bland länder i Mellanöstern som har högre standard kan nämnas Libanon och Israel. Libanon byggde ut sin vägstandard före inbördeskrigen som inleddes på 1970-talet. Idag har landet till stora delar återställts och även vägstandarden har därmed förbättrats och återfått sin standard. Runt Beirut finns ett utbyggt nät av motorvägar. Det andra viktiga landet att nämna här är Israel. Israelerna har under många år byggt ut ett vägnät med hög standard som främst ansluter till Jerusalem. Från Jerusalem utgår motorvägar till viktiga israeliska städer som till exempel Tel Aviv. Det finns också motorvägar som går till de s.k. bosättningarna. Dessa motorvägar går genom palestinska områden men vägarna är enbart upplåtna för israeler. Runt dessa motorvägar finns det ibland även murar som ska skydda de som använder vägarna.
- Motorvägar i Libanon

## Motorvägar i Nordamerika

### USA

Vägmärke för Interstate 95 som går ungefär parallellt med USA:s atlantkust.

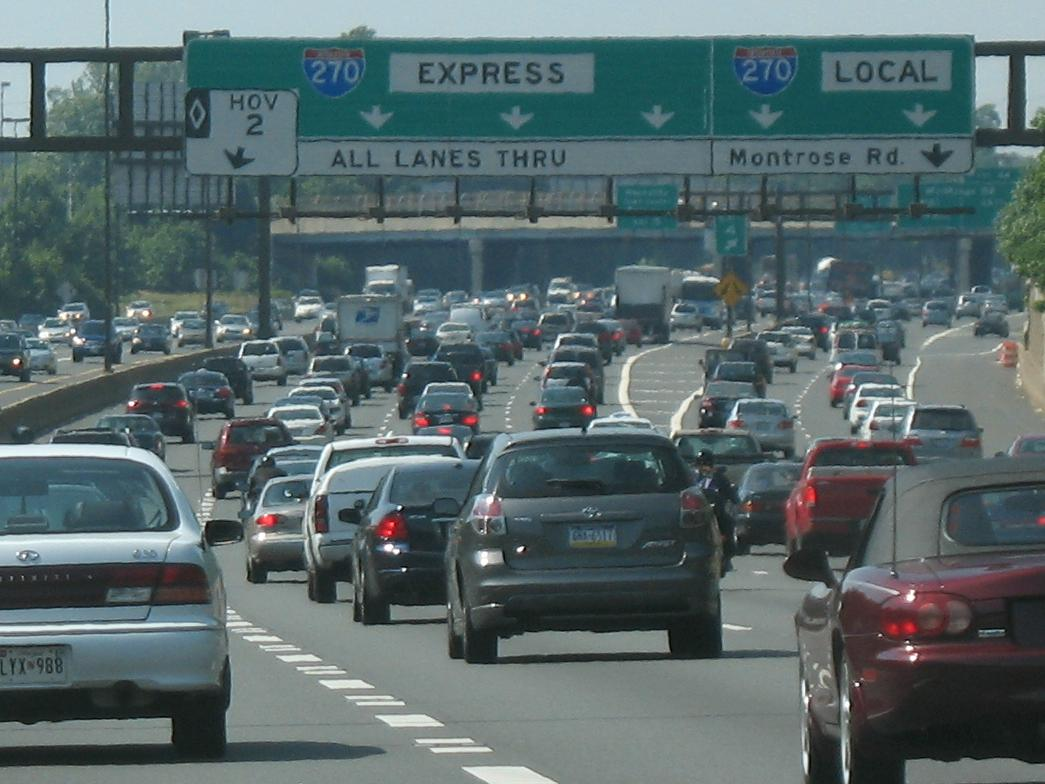
Interstate 270 strax nordväst om Washington DC. Vägen delas upp i express- och lokalkörbanor, där lokalkörbanorna har anslutning till av- och påfarter. Eftersom det är en barriär mellan express- och lokalkörbanorna måste man veta i god tid att man ska svänga av.

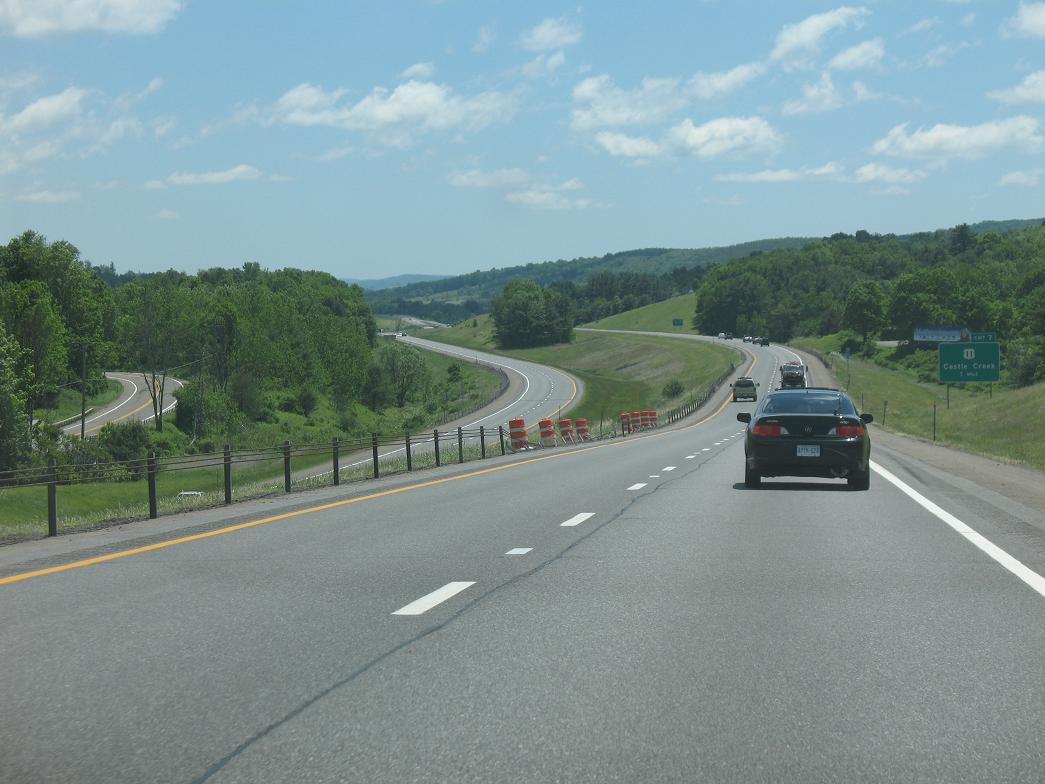
Interstate 81 strax norr om Binghamton i delstaten New York. Avståndet mellan körbanorna är långt och vägen smälter fint in i landskapet.

USA hamnade i starten långt efter Tyskland och Italien i motorvägsbyggande. Så sent som 1937 invigdes den första motorvägen, "The Pennsylvania Turnpike". Men landet har senare byggt ut ett större antal, även om regelverket för dem inte stämmer med vad som gäller för motorvägar i Europa, vilket får en del att ifrågasätta om USA har motorvägar.
I USA är det är mycket vanligt att benämna en väg som highway. Detta ord dyker ofta upp i amerikanska filmer och i svenska översättningar översätts de många gånger felaktigt till motorväg. Detta stämmer inte alls då många highways har en standard som i Europa motsvarar en normal landsväg. Däremot finns det Interstate highways och freeways i USA:s vägnät som ofta har jämförbar standard med Europas motorvägar; de har med en del undantag, kontrollerad på- och avfart, oftast inga korsningar, och separation av mötande trafik. Det är dock inte alltid säkert att de skulle kunna klassas som motorvägar, exempelvis så tillåts fotgängare, cyklister och långsamtgående fordon på en del avsnitt. I USA finns egentligen inga vägar som är klassificerade som motorvägar, men klassificering freeway motsvarar närmast motorväg där "free" syftar på frihet från mötande och korsande trafik, men inte nödvändigtvis frihet från vägtullavgifter. Varken den europeiska trafikförordningen för motorväg eller motorvägsskyltar av europeisk typ finns i USA, men den totala längden väg som uppfyller den europeiska standarden för motorväg är ändå mycket stor. Det är dock inte lätt att se på t.ex. kartor vilka vägar som helt liknar europeiska motorvägar, och vilka som kan ha avvikande regler, såsom mötande trafik eller tillåter fotgängare med mera.
Interstate highways har en särskild nummerserie, ungefär som motorvägarna i bland annat Tyskland. De brukar dessutom ges ett namn av lokala myndigheter, där det ingår beteckningar som till exempel freeway och expressway; dessa varierar från delstat till delstat. Vägar med biltullar kallas ofta för tollway eller turnpike.
Interstate highways är oftast motorvägsliknande, men alla motorvägsliknande vägar i USA är inte Interstate highways. Motorvägsliknande vägar som inte är federalt finansierade har i allmänhet vanliga delstatsvägnummer. Framför allt Kalifornien har byggt ett antal motorvägsliknande vägar som inte har Interstate-nummer. Dessutom finns det en del vägar som har vägnummer från det äldre United States Highway System; detta gäller i princip bara mindre vägar som byggts om till motorvägsliknande väg stegvis; US-101 är motorvägsliknande på de flesta ställen i Kalifornien, men inte i Oregon och Washington, som den också går igenom.
Ytterligare en term är parkway, som ursprungligen användes flitigt i New York under 1930-1950-talet. Från dessa vägar var kommersiell trafik förbjuden, och området kring vägarna kantades ofta av parklandskap med lekplatser och dammar. Många av broarna var och är för låga för att låta lastbilar passera. Många av de större vägarna i New Yorkområdet är av denna typ. De byggdes innan planerna på Interstate Highway-system kom i verket, men en del av dessa har senare tilldelats Interstate-numreringar. Några få av dessa har vägtullar, många saknar vägren och är idag väldigt tungt belastade.
Skyltstandarden för de motorvägsliknande vägarna avviker egentligen inte från vanliga landsvägar. I motsats till Europa har man i USA ingen avvikande färg för skyltarna för motorvägsliknande vägar. Däremot är ofta skyltarna större i formatet på större vägar och kan därför upplevas som motorvägsmässiga.

### Kanada

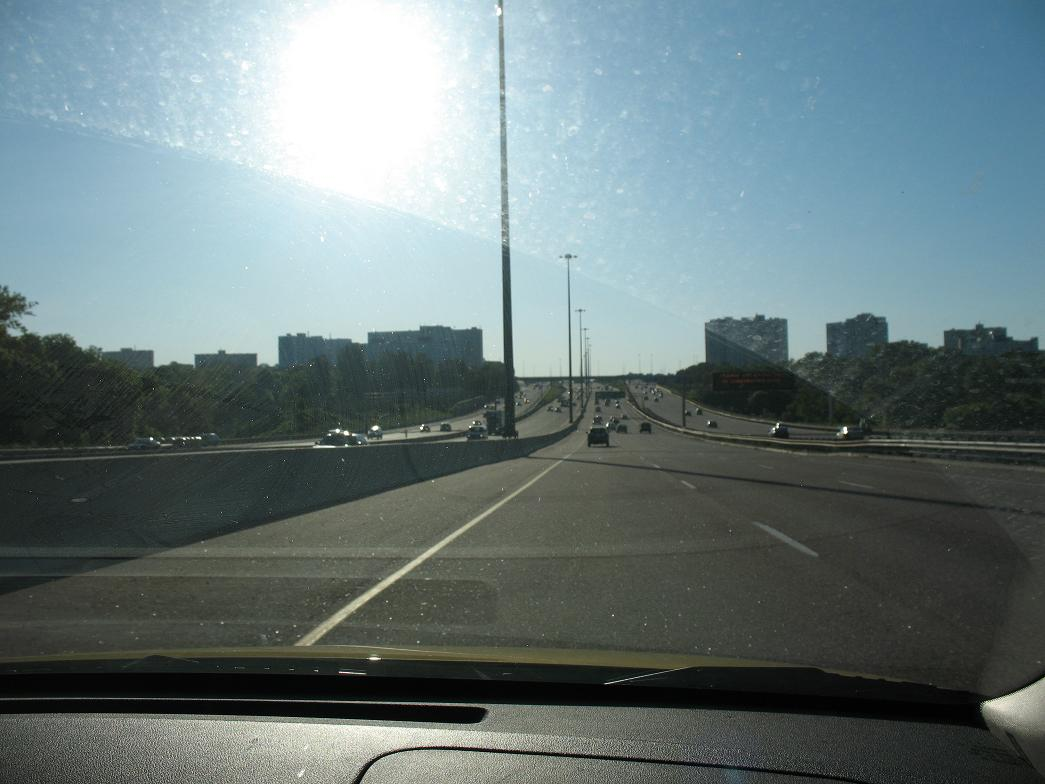
Väg 401 i Toronto med mycket höga belysningsstolpar. Vägen är uppdelad i express- och lokalkörbanor, där lokalkörbanorna har anslutning till av- och påfarter.

Kanada har en hel del motorvägsliknande vägar, men inte ett rikstäckande nät. Precis som i USA finns inte heller i Kanada (utom Quebec) några motorvägsskyltar av europeisk typ och inte den trafikförordning som gäller i Europa. Reser man kust till kust är vägstandarden blandad med betydande sträckor vanlig landsväg. I de mer tätbefolkade delarna av landet finns det nät av motorvägsliknande vägar, kallade expressways eller freeways. I provinsen Québec kallas de autoroutes, samma ord som i Frankrike, och de har särskilda skyltar som liknar de europeiska för vägnummer som är motorvägar. I övriga Kanada brukar det inte finnas en särskild klass för motorvägsliknande vägar. I Ontario kallas de 400-serie-vägar, då numren är 400-429 (plus QEW för Queen Elizabeth Way, som saknar annan skyltning), även om skyltningen i övrigt inte skiljer. Kanadas motorvägsliknande vägar liknar USA:s. Det fanns 16 500 km enligt statistik från omkring år 2002, visserligen mer än i Tyskland eller Frankrike men betydligt mindre i förhållande till landets yta.
I Toronto finns både en av världens bredaste och mest trafikerade vägsträckor. Längs väg 401 mellan korsningarna med väg 410/403 och väg 427 består vägen av 18 körfält, där av- och påfarter inte är inkluderade. Vägen är uppdelad i fyra delar, där varje del består av antingen 4 eller 5 körfält. Varje del separeras av räcke där två av de fyra delarna går i varje riktning. Strax öster om korsningen med väg 427 är en av världens mest trafikerade vägsträckor, med en trafikmängd på ca 500.000 fordon per dygn i genomsnitt per år (ÅDT).

## Motorvägar i Oceanien

### Australien
Australien har välutbyggda nät av motorvägsliknande vägar runt de större städerna. Precis som i USA och Kanada finns inte heller i Australien några motorvägsskyltar av europeisk typ och inte den trafikförordning som gäller i Europa. Mellan Sydney och Melbourne finns en motorväg som kallas Hume Highway (i New South Wales) och Hume Freeway (i Victoria). Den är fyrfilig, det finns dock vissa plankorsningar, och cyklar brukar vara tillåtna, och är 812 km lång. En gren når huvudstaden Canberra. Mellan Sydney och Brisbane går Pacific Highway, en motorväg som är 960 km lång. I dagsläget har vissa bitar av vägen två filer men hela sträckan håller på att byggas om till fyrfilig väg.
I övrigt finns motorvägsliknande vägar mest kring storstäderna.
Landet är annars i helhet mycket glesbefolkat. Därför är det det vanliga att huvudvägarna istället är ganska smala och ofta mycket raka landsvägar. Som i USA betecknar highway oftast landsväg, medan motorvägar kallas freeways.

## Motorvägar i Sydamerika
I likhet med Afrika och Asien har även Sydamerika en mycket varierad vägstandard där stora kontraster finns. Även här saknar de fattigaste länderna motorvägar medan de större städerna i rikare områden kan ha välutbyggda motorvägssystem.
I samband med debatten på 1970- och 1980-talen om kolonisering, kalhyggen och vägbyggen i Amazonas regnskog i Brasilien gick det rykten om att man byggde motorvägar där det var ren regnskog. Men det är inte helt sant, det är landsvägar, en felöversättning av "highway" från amerikansk engelska.